# ザ・ノンフィクション
『ザ・ノンフィクション』は、1995年10月15日からフジテレビと一部系列局で放送されている日本のドキュメンタリー番組。字幕放送で、一部放送回ではステレオ放送あり。
BSフジでも2011年4月7日から2014年9月までレギュラー放送された。現在は不定期放送。

## 概要
市井の人々が人生に苦闘しながらも情熱を持って生きる姿を取り上げるドキュメンタリー番組である。著名人を取り上げることもある。
普段は垣間見ることのできない人間の一面や、人間関係、生き方、ひとつの職業などを深く掘り下げることで見えてくる隠された本質や、記憶に残る事件・出来事などを長期に亘って密着取材することで、その事柄のありのままの姿を視聴者に届けている。この番組で取材を受けたのを機に有名になった人物も多く、特に反響の大きかったものは出演者の「その後」を追いかけ、過去と現在の様子を再構成して放送する。
制作会社は毎回持ち回りで固定されておらず、レギュラー出演者も置いていない。ただし、以前番組で取り上げた人物の「その後」を放送する回では、フジテレビの女性アナウンサーが冒頭にナビゲーターとして出演し、過去の放送を振り返るとともに、現在の様子を取材したVTRへの振りを行うこともある。
関東ローカルながら、意欲的なドキュメンタリー番組として高い知名度があり、2010年代以降はフジおよび他局の全国ネットのバラエティ番組（『月曜から夜ふかし』など）でパロディが制作されることもある。テレビ業界にも本番組のファンが多く、2020年2月20日にはテレビ朝日制作のバラエティ番組『雨上がり決死隊のトーク番組アメトーーク!』にて「ザ・ノンフィクション大好き芸人」を放送。番組映像の使用許可は得ず、内容の紹介は出演者他による再現映像や紙芝居で行った。
2012年10月より、第一興商の通信カラオケ機器「DAM」のLIVE DAMシリーズと最新機種専用に、本番組の映像をカラオケ背景映像として配信するサービスが開始された。これまでにも、風景など一部のドキュメンタリー映像がカラオケに使用されることはあったが、被写体の人物を含めて作品が丸ごと再編集され、カラオケとして楽しめるのは史上初だという。
2017年12月15日に『金曜プレミアム』枠で本番組の全国ネット特別版『ザ・ノンフィクションスペシャル〜人殺しの息子と呼ばれて〜』が放送されて以降、本番組を遅れネットする系列局が増えている。
2021年4月18日の放送で1,000回を迎える。これを記念して、4月11日・4月18日の2週にわたって、番組の歴史を振り返りながら、「『ザ・ノンフィクション』は何を描いてきたのか?」を検証する「放送1000回SP」が放送され、ナレーションは、歴代最多の36回目となる宮崎あおい。
2025年3月1日より、フジテレビのドキュメンタリー専門YouTubeチャンネル「フジテレビドキュメンタリー」（通称：フジドキュ！）にて、「ザ・ノンフィクション」本編に納まらなかった内容やスピンオフを盛り込んだオリジナル企画「ザ・ノンフィクション Stream」の配信を開始。

## 放送時間
フジテレビ（地上波）
※いずれも日曜日に放送。
- 13:30 - 14:55（初回 - 1996年3月） - ※85分
- 13:55 - 14:55（1996年4月 - 1997年9月） - ※60分
- 14:00 - 14:55（1997年10月 - 2007年9月） - ※55分
- 13:55 - 14:55（2007年10月 - 2008年3月） - ※60分
- 13:45 - 14:45（2008年4月 - 2009年9月）- ※60分
- 14:00 - 14:55（2009年10月 - ） - ※55分

※2021年1月現在、北海道文化放送・岩手めんこいテレビ（2021年1月17日 -）・福井テレビ・高知さんさんテレビ・サガテレビ・テレビ熊本（いずれの局も遅れネット）でも番販で放送されている。上記以外の放送局でも編成の穴埋めで放送することがある。
報道特別番組や『FNS27時間テレビ』、マラソン・駅伝中継（大阪国際女子マラソン、東日本女子駅伝等）の放送日は休止。競馬中継が重賞レースにより放送時間を拡大する日は、放送を休止するか、通常より30分繰り上げたり、25分繰り上げ・5分短縮で13:35 - 14:25の放送としたり（2005年4月から2007年9月まで）、1時間繰り上げて13:00 - 14:25（14:35）の拡大版として放送する、などの措置が採られる日もある。また、フジテレビ以外のFNS系列の局では別の時間帯で放送される事もある。
2020年5月以降、後続のミニ番組『ビジネスstyle』が休止となる際は、14:00 - 15:00の60分枠として放送される。
BSフジ
※いずれも土曜日に放送。
- 14:00 - 14:55（2011年4月 - 6月）
- 11:00 - 11:55（2011年7月 - 2012年3月）
- 14:00 - 14:55（2012年4月 - 2014年9月）

週によっては放送休止の場合がある。当初は14:00 - 14:55または13:00 - 13:55の枠にて放送していた。当時13:00 - 13:55に放送されていた『めざましテレビ公認 わがまま!気まま!旅気分』が14:25ないし14:30まで拡大して放送されたり、14時台に特別番組が編成されたりする日も多かったため、14:30 - 15:25に繰り下げられる日もあった。2012年4月より再び14:00 - 14:55の枠に戻り、2014年9月を以てレギュラー放送は終了した。
以後は不定期放送となっており、主に日曜の「BSフジサンデースペシャル」枠で、地上波では2話完結で放送されたものを中心に新たに編集を加えた「特別版」を放送する。まれにこれを放送する系列局もある。
2020年10月より「BSフジサンデースペシャル」が土曜に放送日時変更、「BSフジサタデースペシャル」となり、主にこの枠で放送される。

## ナレーター
テロップでは「語り」と表記。本職の声優やナレーターを起用する一方、俳優やタレントらも積極的に起用されている。
- 青葉市子
- 麻生久美子
- 安達祐実
- あの
- 有村架純
- 安藤サクラ
- 飯豊まりえ
- 生田絵梨花
- 池田エライザ
- 池松壮亮
- 池脇千鶴
- 石田ひかり
- 石田ゆり子
- 石塚運昇
- 井手上漠
- いとうあさこ
- 井上真央
- 伊原六花
- 上島竜兵（ダチョウ倶楽部）
- 上戸彩
- 上野樹里
- 宇梶剛士
- 梅津弥英子
- 江口のりこ
- 柄本時生
- 大島優子
- 大坪千夏
- 岡崎紗絵
- 岡田結実
- 小木博明（おぎやはぎ）
- 尾野真千子
- 勝地涼
- 門脇麦
- 夏帆
- 上白石萌歌
- 河合優実
- 川栄李奈
- 貫地谷しほり
- カンニング竹山
- 樹木希林
- きゃりーぱみゅぱみゅ
- 清原果耶
- 国仲涼子
- 黒木華
- 黒木瞳
- 小池栄子
- 小出真保
- 剛力彩芽
- 国生さゆり
- 小芝風花
- コムアイ
- 小雪
- 斉藤舞子
- 酒井美紀
- 佐藤栞里
- 佐藤仁美
- 指原莉乃
- 塩屋浩三
- 志田未来
- 柴田理恵
- 島田彩夏
- 下山吉光
- 趣里
- 生野陽子
- 白石聖
- suis
- 鈴木杏樹
- 鈴木杏奈
- 駿河太郎
- 清野菜名
- 高島彩
- 高島礼子
- 高梨臨
- 高橋克実
- 竹内結子
- 武田真治
- 武田祐子
- 田中要次
- 田中麗奈
- 谷原章介
- 種田梨沙
- 多部未華子
- TARAKO
- 壇蜜
- Chiko
- 千葉雄大
- 土田晃之
- 土屋太鳳
- 恒松祐里
- 桃月庵白酒
- 登坂淳一
- トータス松本
- 富田望生
- 冨永みーな
- 奈緒
- 仲里依紗
- 永作博美
- 中島美嘉
- 中村佳穂
- 中山美穂
- 中村繁之
- 成海璃子
- 西山喜久恵
- 野村宏伸
- 野呂佳代
- 橋本マナミ
- 馬場典子
- 林原めぐみ
- 林家正蔵
- 波瑠
- ばんばひろふみ
- ひぐち君（髭男爵）
- 肥後克広（ダチョウ倶楽部）
- ヒコロヒー
- 平泉成
- ヒロシ
- 広末涼子
- ファーストサマーウイカ
- 福田麻貴（3時のヒロイン）
- 藤村俊二
- 藤本幸太郎
- 眞島秀和
- 又吉直樹
- 松岡茉優
- 松本明子
- 松本伊代
- 松本穂香
- 松本まりか
- 松本若菜
- 的場浩司
- 三浦透子
- 三浦理恵子
- 水川あさみ
- 水原希子
- 満島ひかり
- 宮﨑あおい
- 村川絵梨
- 室井滋
- 目黒泉
- 本仮屋ユイカ
- 森川葵
- 森田望智
- 八木莉可子
- 薬師丸ひろ子
- 矢島健一
- 柳原可奈子
- 山口奈々
- 山下美月
- 山本太郎
- 山本美月
- YOU
- 優河
- 吉岡里帆
- 吉田羊
- 芳根京子
- 渡辺いっけい ほか

## 題材にした人々・出来事

### 人物・団体
- アイスリボン - 埼玉県蕨市に道場を構える女子プロレス団体。3名の選手を中心に密着取材した。
- 秋山木工 - 神奈川県横浜市のオーダーメイド家具製造会社。「丁稚」と呼ばれる職人修行中の社員たちを取材した。
- あじゃ - 女優・タレント。ヤマンバギャルだった10代の頃に取材。彼女の素行に反対しつつも見守る父親との関係を放送した。
- 天野貴元 - アマチュア将棋棋士。11歳で新進棋士奨励会に入会して「天才」と称されたが、その後は伸び悩み、結局プロ棋士にはなれなかった。2015年10月27日、癌による多臓器不全のため30歳で死去。
- 猪狩ともか - アイドルグループ「仮面女子」のメンバー。木製の案内板の下敷きになる事故に遭い、脊髄損傷による両下肢麻痺の障害を負う。リハビリを経て活動再開を目指す様子を取り上げた。
- 井上敬一 - 大阪・ミナミのホストクラブ「PrinceClubShion」の元カリスマホスト兼オーナー。栄光から自身の触法行為によって転落するまでの数年間を追った。
- 岩手高等学校将棋部
- 上木草平 - 飲食店プロデューサー。
- 内田裕也 - ミュージシャン。親交のある映画監督・崔洋一が晩年の内田を密着取材。ナレーションは妻の樹木希林が担当し、『転がる魂 内田裕也』と題して映画館でも上映された。
- AKB48 - 2015年・2016年に取材。シングル曲選抜メンバー総選挙において圏外だった中村麻里子と島田晴香、大島涼花と宮崎美穂にそれぞれ密着。
- 大森昌也 - 「自分たちの食べるものは自分たちで作る」という精神のもと、徹底した自給自足生活を営む家族に密着。子どもたちへ自主的な行動を促すあまり、小学校へ行きたくなければ行かなくていいと義務教育を受ける否かを子ども自身に選択させる方針に賛否が分かれた。
- カタモミ女子 - 同名の肩もみ店で働きながら活動していた女性アイドルグループ。ブレークのきっかけをつかめない中、グループ（店）に残ったメンバーと、熱心に通い続けるファンを追った。解散・閉店後の2017年4月には続編が放送。
- 叶麗子 - 演歌歌手。活動拠点の大阪では『通天閣の歌姫』と呼ばれ連続テレビ小説『ふたりっ子』の登場人物・オーロラ輝子のモデルにもなった。50代となった彼女の活動を追った。
- 川又三智彦 - ツカサウィークリーマンション元社長。総資産3000億円から会社倒産で1000億円の借金を抱え、福島県で新規事業にかける姿に密着した。
- 神奈川県立神田高等学校野球部 - 神奈川県下でも有数とされる“荒れる高校”の野球部。2006年夏の全国高校野球選手権・神奈川大会における初戦にて10年ぶりの勝利を挙げるまでおよび、卒業後のナインを追った。
- キグレNewサーカス - 2010年に経営破綻ののち廃業したサーカス団。在籍していた女性ピエロの再チャレンジを追った。
- ギリヤーク尼ヶ崎 - 大道芸人。80歳を超え、パーキンソン病や脊柱管狭窄症を抱えながらも踊り続ける姿に迫った。
- 草刈健太郎 - 大阪の建設会社の経営者。2005年にアメリカで妹を殺害された被害者家族でありながら、再犯防止のため元受刑者の更生支援に取り組む姿を密着。2020年9月27日に放送。続編が2022年11月27日、特別編が2023年5月21日に放送された。
- 栗城史多 - 登山家。「単独無酸素」を標榜して高所登山を行っていたが、その登山スタイルは賛否両論だった。2018年5月21日に登山中の事故により死去。
- 玄秀盛 - 東京・新宿歌舞伎町の福祉団体「日本駆け込み寺」（旧名:新宿救護センター）の代表。2006年6月30日には、当エピソードをドラマ化した『こちら新宿駆けこみ寺 〜泣き笑い玄さん奮闘記〜』が金曜エンタテイメント枠で放映され、番組でナレーションを担当した高橋克実が玄を演じた。
- 小堀俊夫 - お笑い芸人。かつてはお笑いコンビ「ガッポリ建設」として活動し、一定の評価を得ていた。しかし現在は、仮病で仕事に穴をあける、闇営業を行う、弟子にお金を無心するなどの問題行為を繰り返し、WAHAHA本舗からマネジメント契約を解除されてしまう。放送後、こうしたクズっぷりが話題となり、かつて仕事をともにした有吉弘行などのお笑い芸人らが反応した[11]。
- しじみ - 女優。以前はピンク映画に出演しており、一旦芸能界を引退して故郷・島根県に戻ったものの、2016年1月に芸能活動を再開した。
- 十四世茂山千五郎 - 狂言師。当時4歳だった彼の双子の息子が初舞台を踏むまでを追った。
- すがやあゆみ - 神奈川新聞職員でネットアイドル。身体障害者である彼女の恋愛、結婚、出産、育児を10年以上に渡り取材した。
- 高須正和 - スイッチサイエンス国際事業開発担当。世界中から深圳に集まってくる最先端技術を世界へ発信、日本企業との橋渡し役をしている様子を取材
- 高畠導宏 - 元プロ野球打撃コーチ。筑紫台高等学校（福岡県太宰府市）教員兼野球部監督。取材中の2004年7月1日に膵臓癌のため死去。
- 武居由樹 - プロボクサーで、K-1スーパーバンタム級の元王者。当初はキックボクサー時代の師である古川誠一（POWER OF DREAM会長）をメインに取材を行った。その教え子の1人が当時不良少年だった武居であり、古川会長夫妻は現在もこうした不良少年を自宅で預かり、一人前の格闘家に育て上げることで更生を支援している。
- 多田屋 - 石川県・和倉温泉の老舗旅館。千葉県から多田屋に嫁いだ元・看護師の女性が若女将として成長する姿と、彼女を取り巻く人々を追った『花嫁のれん物語』シリーズを12年間にわたり放送した。2015年3月8日（石川テレビでは同年3月14日）には、ザ・ノンフィクション20周年特別企画として、2007年6月放送『花嫁のれん物語〜地震に負けるな能登半島〜』をドラマ化した『ニュースタイル花嫁のれん物語』を放送、若女将を酒井美紀が演じた。
- 七代目立川談志 - 落語家。本人および、マネージャーも務めた長男が1999年から撮影し続けたおよそ750本のビデオテープに収められた1000本以上の映像から、談志の最期の12年間、ビートたけしらとの交流、孫と遊ぶときの優しい表情、最愛の妻との日常などを紹介。2011年11月21日の死去から10年後の2021年同日、談志没後10年の追善として放送された[12]。
- 立道聡子 - 全盲のシンガーソングライター。もともと同局であるフジテレビ『FNNスーパーニュース』が密着取材を行っていた。2010年9月3日には、立道の自著をもとにドラマ化した『愛はみえる〜全盲夫婦に宿った小さな命』が金曜プレステージ枠で放映され、上戸彩が立道を演じた。
- 東方力丸 - 定職に就かず、路上で漫画を朗読するパフォーマンスをして生計を立てている男性。
- 富山市ファミリーパーク - 富山県富山市にある動物園。
- 中尾美穂 - ラジオパーソナリティ。中尾が当時パーソナリティを務めていた『走れ!歌謡曲』を心の拠り所にする人々と、彼女自身が心に抱えている傷に迫った。
- 南部虎弾 - 過激な芸が売りの「電撃ネットワーク」リーダー。2017年、その芸風と不摂生がたたり心不全を起こし、バイパス手術で一命を取り留める。2019年、妻からの生体腎移植により芸人として復活を果たした。芸に命をかけた一人の芸人と妻の物語。
- 西田有志、古賀紗理那夫妻 - バレーボール選手
- 日光さる軍団 - 2019年度の新入社員たちの猿まわし修行に密着した。
- ハンカチ世代 - 2006年夏の甲子園大会の優勝投手である斎藤佑樹と同学年の元高校球児たち。
- 林家たま平 - 落語家。落語界初の四世落語家である林家たま平の前座修行の様子から二つ目昇進までの5年間を取材した。
- 廣中邦充 - 浄土宗西居院第二十一代目住職。心の問題を抱えた少年少女たちを自らが営む寺で10年以上にわたり無償で預かっていた（他番組でも頻繁に取り上げられていた）。2019年4月16日死去。
- pha - シェアハウス『ギークハウスプロジェクト』の発起人。京都大学卒の学歴を持ちながら、「ニート」として生活していた男性。
- フジタ - お笑い芸人でYouTuber。幼少期に母が急死し、実子より恋人を優先する父からネグレクトやDVを受け育ってきた。近年認知症を発症し恋人に見栄を張った散財や虚言を繰り返す父との関係を取材した。
- 牧野アンナ - 振付師兼ダンサー。父は沖縄アクターズスクール校長のマキノ正幸。彼女が指導するダウン症を抱える障害児たちのダンスチームを取材した。
- 美奈子 - 『ビッグダディ』の通称で知られる林下清志の元妻。再婚し新たな家族との生活を取材した。
- 明治大学付属明治高等学校・中学校応援指導班
- 森山風歩 - 進行性筋ジストロフィーを抱える作家。
- 山岸一雄 - 東京・豊島区東池袋にあったラーメン店「東池袋大勝軒」を創業した、「つけ麺」の考案者。番組の取材VTRを基に、『ラーメンより大切なもの〜東池袋大勝軒50年の秘密〜』として映画化された。
- 山田よう子 - アームレスラー兼総合格闘家。東京・勝鬨橋近くの児童公園を活動拠点に、訳ありの人々が集う格闘技チーム「チーム・スピリッツ」の代表を務める。
- やまと学校（現・ボートレーサー養成所） - 福岡県柳川市にある競艇選手養成校。受験資格の改定（主に年齢制限）後最初の106期生たちの養成期間を取材した。
- 山根明 - 元日本ボクシング連盟会長。同連盟の“ドン”として長年君臨し続けたが、関係者からの告発により連盟を除名処分となる。番組では、山根の妻や、彼を「恩人」と慕う非JBC系のボクサーらを取材、かつて“ドン”と呼ばれた山根の異なる側面を掘り下げた。
- 陸上自衛隊高等工科学校 - 神奈川県横須賀市の武山駐屯地に所在する防衛大臣直轄機関。第56期生二人を中心に1年間密着取材し、生徒たちの成長を追った。
- 汪楠 - 中国残留日本人2世・3世を中心に結成された暴走族「怒羅権」の創設メンバーの1人。更生後は全国の受刑者に本を送る活動をしている。

### 出来事
- オウム真理教事件 - カルト系新宗教・オウム真理教が引き起こした一連の事件。裁判の傍聴記録を「ドキュメントアニメ」と題してアニメで再現し、放送した。
- 大相撲八百長問題 -  2011年に発覚した八百長問題に関与したとして自主引退、もしくは解雇された霧の若と蒼国来に密着取材した。2人とも関与を否定しており、霧の若は復帰を断念しプロレスラーとして再出発。蒼国来は解雇無効を求め提訴、2013年に解雇無効判決が出たことにより、復帰を果たした。
- 北九州監禁殺人事件 - 2017年10月に「人殺しの息子と呼ばれて」と題し2週に亘って放送。1996年から2002年にかけて発生した事件で、この事件の加害者カップル（内縁関係）の息子へのインタビューが実現した[13]。大反響を呼び、放送されなかった地域から「全国放送して欲しい」との要望を受けて、2017年12月15日に同局の『金曜プレミアム』枠で再編集版を放送した。
- 古寧頭戦役 - 終戦後の1949年に発生した、台湾海峡の金門島を巡る戦闘。旧日本陸軍中将で、中国国民党軍に協力した根本博に焦点を当てた。
- 東日本大震災 - フジテレビ系列東日本大震災関連番組『わ・す・れ・な・い』シリーズとして数度にわたり放送している。
- 目黒女児虐待事件 - 2018年東京都目黒区に住む当時5歳の女児が両親からの度重なる虐待により死亡した事件。加害者の1人である女児の継父の人物像について知人らを取材した。
- 陸山会事件 - 衆議院議員・小沢一郎の資金管理団体「陸山会」を巡る事件。こちらも裁判の傍聴記録を「ドキュメントアニメ」として再現した。

## 受賞歴
- 2011ニューヨーク・フェスティバルにて、2009年12月6日放送の「おっぱいと東京タワー 〜私の乳がん日記〜」(ディレクター：信友直子）がテレビ部門で銀賞を受賞した。
- 2011USインターナショナル フィルム&ビデオフェスティバルにて、2010年10月17日放送の「ピュアにダンスIV 〜田中家の7年〜」(ディレクター：松田恵子）がゴールド・カメラ賞を、2010年5月30日放送の「銀座の鮨の物語2010」(ディレクター：小山順子・高橋伸征）がサーティフィケイト・フォー・クリエイティブ・ エクセレンス賞をそれぞれ受賞した。
- 2011年4月17日放送の東日本大震災特別番組「わ・す・れ・な・い 〜三つの家族の肖像〜」（ディレクター：豊田亮介、川上大輔、宮下佐紀子、佐藤可奈、斉藤敬、総合演出：眞部猪一）が、2011アジア・テレビジョン・アワードの時事問題部門で最優秀賞を受賞。2012ニューヨーク・フェスティバルでも社会・時事問題部門で金賞を受賞した。
- 2012年1月15日/1月22日放送の「老人と放射能 〜FUKUSHIMA〜」（600回記念特別番組、構成・演出・プロデューサー：東正紀、ディレクター：細田典加)がUS国際フィルム＆ビデオ祭2012 の銀賞を受賞した。
- 第29回ATP賞テレビグランプリ2012にて、2011年10月30日放送の「まりあのニューヨーク 〜死ぬまでに逢いたい人〜」がドキュメンタリー部門で最優秀賞を受賞した。
- 第50回ギャラクシー賞選奨受賞を、2013年6月9日放送の『〜奇跡の高校将棋部〜 岩手高校将棋部』が受賞。
- 2014ニューヨーク・フェスティバルにて、2013年1月20日放送の「特殊清掃人の結婚〜“孤独死”が教えてくれたもの」がHuman Concerns部門で金賞を、番組から生まれた映画『ラーメンより大切なもの〜東池袋大勝軒50年の秘密〜』がフィルム・ドキュメンタリー部門で銀賞を受賞した。
- 2017ニューヨーク・フェスティバルにて、2016年3月6日放送の「わ・す・れ・な・い 明日に向かって〜運命の少年〜」が受賞した。
- 2019ニューヨーク・フェスティバルにて、2018年6月24日放送の「父を殺した母へ〜無理心中から17年目の旅〜」がドキュメンタリー・人物伝記部門の銅賞を受賞した[14]。
- 2019年放送文化基金賞にて、2018年6月3日、10日に放送された『ザ・ノンフィクション 犬と猫の向こう側』（構成・演出・プロデューサー：山田あかね）が番組部門・テレビドキュメンタリー番組の優秀賞を受賞した[15]。
- 2020年4月22日に開催された国際的メディアコンクール「ニューヨーク・フェスティバル」で、「おじさん、ありがとう〜ショウとタクマと熱血和尚〜」（2021年6月2日放送）がドキュメンタリー・宗教哲学部門の銀賞を獲得した。
- 2022年4月27日ニューヨーク・フェスティバルにおいて、ドキュメンタリー・Human Concerns（普遍的関心）部門で「ボクと父ちゃんの記憶〜家族の思い出 別れの時〜」、ドキュメンタリー・Social Issues（社会問題）部門で「あの日妹を殺されて〜罪を憎む男が選んだ道〜」がそれぞれ銅賞を受賞した[16]。

## 放送上のトラブル
被取材者やその関係者にとって不本意な取材内容及び放送内容となった回もある。以下はその例。

### 2005年8月14日放送
東京都台東区に住む80歳代の老夫婦の半生を取り上げたが、放送後、夫婦や関係者がフジテレビと放送と人権等権利に関する委員会（BRC）に対し、「他人様には知られたくない事実も描かれた」として、苦情申し立て・抗議をした。番組側は同年10月30日の放送回で「誤解を招いた」として謝罪した。

### 2011年5月15日放送「アイドルすかんぴん」
「崖っぷちアイドル」の仕事と私生活を取材したが、そのうちの1人である愛葉るびが放送直後に更新したブログで不満を露わにした。愛葉によると、出演した映画（本人曰く「普通の映画」）やオーディションの様子、闘病生活など1年以上掛けて撮影したにもかかわらず、放送内容が「アダルト、脱ぎ」をメインに構成されていたことを受けて、「脱いでるメインなら（取材を）受けなかった。真実なんて伝わらない。悔しい。何より裏切られたことが辛い、悲しい。やっぱそういう目で見て取材してたんだなって。酷いな…」と綴っている。

### 「マキさんの老後」シリーズ
オカマの「マキ」とオナベの「ジョン」のあべこべ夫婦の生活を追ったシリーズで、およそ12年間に亘って放送された。しかしシリーズ終了後の2020年、当の二人が番組スタッフの指示によるやらせや過剰演出、それによる誹謗中傷の被害があったことを週刊誌に告発した。二人は、同年5月にリアリティ番組『テラスハウス』に出演していた女性プロレスラーの木村花が番組でのトラブルが元で自殺に至ったことを受け、テレビ番組における過激な演出について一石を投じたいとして、真実を話すことに決めたと述べている。
まず、名物であったケンカのシーンはスタッフからの指示によるもので、実際の二人はほとんどケンカをすることもないという。この他にも、立ち寄った店でディレクターがマキにクレームを付けるよう指示したり、マキは生活費として家に10万円を入れていたにもかかわらず放送では2万円になっていたりと、マキをひたすら“汚れ役”として撮っていた。更にはロケ先の旅館で男性ディレクターが、女性の身体を持つジョンを羽交い締めにして胸を揉むというセクシャルハラスメントまで行っていたと明かした。放送回数を重ねるにつれ次第に実生活にも影響を及ぼし始め、街中では知らない人から突然面罵されたり、インターネット上にはアンチサイトまで立ち上げられたりと、精神的にも苦痛を受けたとしている。また、制作サイドはマキが熱望していたクイズ番組やトークショーへの出演をちらつかせていたものの、そのいずれも実現しなかった。
一方、制作・放送元のフジテレビは「週刊誌の記事にあったような言動や演出の指示を出したことはないと認識している」とのコメントを発表している。

### 2021年11月28日放送「私が守りたいもの〜北の大地 牧場一家の12年〜」
北海道内で競走馬を育てる牧場一家を取材、その中で牝馬が出産に臨むも死産となった出来事を放送した。放送後、牝馬のオーナー男性が「勝手に放送された」とツイッターで苦情を上げ、牝馬の名前を出したことや、死産後に子馬の亡骸が横たわっているショッキングな映像が流れたことに馬の今後に影響しかねないと抗議、フジテレビに対して他地域での放映は取り止めるか馬の名前や死産シーンをカットするかなどについて交渉していると明かした。フジテレビの広報宣伝部は「男性へ事前に連絡をしていなかったことは事実ですが、すでに男性ご本人に直接ご説明させていただき、ご納得頂いております」とコメントしている。

### 2022年2月20日放送「山奥ニートの結婚〜一緒に赤ちゃん育てませんか〜」
和歌山県田辺市の集落にある廃校を改装したシェアハウスで、定職に就かず「山奥ニート」を名乗って共同生活する男女数人を取り上げた。この中で一組のカップルが結婚し、妻となった30代の女性が出産。しかしこの女性の育児姿勢がシェアハウスの住民たちや隣の集落に住む親しい老女に依存することを前提としており、ネット上を中心に視聴者から批判の声が相次いだ。また、当該女性が描いている漫画の中で老女宅に宿泊した際の環境や待遇に不満をこぼしていたことや、子供の養育費をクラウドファンディングで募集していることが放送を機に露呈され物議を醸した。しかし、シェアハウスを運営する団体の理事長はツイッターにおいて、実際は当該女性が常に子供と一緒にいてきちんと世話をしていることや、他のシェアハウス住民が疲れている彼女を気にかけて子守を代わろうと声をかけたが断わられた、とのエピソードを明かし反論。約1年間に亘り取材協力したにもかかわらず印象操作をされたことや、ネット上の厳しい反応にショックを受けたと述べている。

## テーマ曲
- 『サンサーラ』

作詞・作曲：山口卓馬、書上奈朋子
- 『サンサーラ』エンディング歌唱は歴代アーティストが担当、およびその収録メディア
  - エキセントリック・オペラ・リローデッド feat.リカコ - アルバム『ベスト』
  - 中孝介 - シングル『絆/夏夕空』
  - たむらぱん - 未発表（放映のみ）
  - 城南海 - アルバム『尊々加那志 〜トウトガナシ〜』
  - 瀬川あやか - シングル『恋の知らせ』
  - 宮田悟志 - アルバム『RISE』
  - The Super Ball - アルバム『花火』
  - 竹原ピストル - 配信『リョウメンシダ／サンサーラ』
  - suis from ヨルシカ - 配信『サンサーラ』
  - WON  - 単曲配信

## 書籍化
- フランキ・マリア・さわの『フジテレビ ザ・ノンフィクション まりあのニューヨーク 死ぬまでに逢いたい人』（2012年9月13日、朝日新聞出版、ISBN 978-4022510068）
- 山田あかね『犬と猫の向こう側』
- 村井明日香『ザ・ノンフィクション 花の中学生応援団 泣いて笑った成長物語』
- 信友直子『ぼけますから、よろしくお願いします。』
- 張江泰之『人殺しの息子と呼ばれて』

## 放送リスト

### 地上波

#### 1995年
| 回 | 放送日   | タイトル                                     | サブタイトル | 語り                 |
| -- | -------- | -------------------------------------------- | ------------ | -------------------- |
| 1  | 10月15日 | 「野茂英雄 2982球の真実！」                  |              |                      |
| 2  | 10月22日 | 「オウム真理教４人の幹部と私たちの戦後50年」 |              | （唯一のスタジオ回） |
| 8  | 12月17日 | 「企業は人なり！奇跡の吉本興業」             |              | 牧原俊幸             |

#### 1996年
| 回 | 放送日   | タイトル                   | サブタイトル | 語り     |
| -- | -------- | -------------------------- | ------------ | -------- |
| 12 | 2月4日   | 「パチンコだよ！人生は」   |              | 福井謙二 |
| 31 | 9月15日  | 「植木等 インドで大往生」  |              |          |
| 39 | 12月22日 | 「コギャルと呼ばないで！」 |              | 阿部知代 |

#### 1997年
| 回 | 放送日   | タイトル                        | サブタイトル | 語り           |
| -- | -------- | ------------------------------- | ------------ | -------------- |
| 61 | 9月7日   | 「テキヤぶるーす その二」       |              | 矢島健一       |
| 63 | 9月21日  | 「借金地獄物語」                |              | 矢島健一       |
| 64 | 9月28日  | 「妻に捧げる 夫の転職バラード」 |              | つぶやきシロー |
| 71 | 12月14日 | 「涙の川、野宿の夫婦愛」        |              | 政宗一成       |

#### 1998年
| 回  | 放送日   | タイトル                  | サブタイトル | 語り     |
| --- | -------- | ------------------------- | ------------ | -------- |
|     | 1月11日  | 「ツッパリ少年更正の家」  |              |          |
| 92  | 8月16日  | 「段ボール拾い 逆風人生」 |              | 飯塚昭三 |
| 101 | 10月25日 | 「実録・不良少年」        |              | 矢島健一 |

#### 2000年
| 回  | 放送日   | タイトル             | サブタイトル                  | 語り     |
| --- | -------- | -------------------- | ----------------------------- | -------- |
| 161 | 7月23日  | 「われら百姓家族」   |                               | 大坪千夏 |
| 165 | 9月10日  | 「女子高生のため息」 | 〜優しすぎるパパへ〜          | 杉本哲太 |
|     | 10月22日 | 「生きてます16才」   | 〜500ｇで生まれた全盲の少女〜 |          |
|     | 12月10日 | 「弁護士たちの街角」 |                               |          |

#### 2001年
| 回  | 放送日  | タイトル                 | サブタイトル            | 語り     |
| --- | ------- | ------------------------ | ----------------------- | -------- |
| 190 | 5月19日 | 「北の大地にやってきた」 | 〜6人姉妹 竹下家の1年〜 | 大坪千夏 |
| 191 | 6月3日  | 「父子家庭のララバイ」   |                         | 桑野信義 |

#### 2002年
| 回  | 放送日  | タイトル                     | サブタイトル | 語り     |
| --- | ------- | ---------------------------- | ------------ | -------- |
| 221 | 3月24日 | 「ラーメンよりも大切なもの」 |              | 濱田マリ |

#### 2003年
| 回 | 放送日 | タイトル | サブタイトル | 語り |
| -- | ------ | -------- | ------------ | ---- |

#### 2004年
| 回  | 放送日 | タイトル               | サブタイトル         | 語り       |
| --- | ------ | ---------------------- | -------------------- | ---------- |
| 296 | 4月4日 | 「吾輩はネコである04」 |                      |            |
| 300 | 5月9日 | 「ピュアにダンス」     | 〜僕たちのステージ〜 | 宮崎あおい |

#### 2005年
| 回  | 放送日  | タイトル                   | サブタイトル                     | 語り         |
| --- | ------- | -------------------------- | -------------------------------- | ------------ |
| 328 | 2月27日 | 「焼肉ドタンバ物語」       |                                  | 渡辺いっけい |
| 338 | 5月22日 | 「ジャンクビジネスな人々」 |                                  | 林原めぐみ   |
| 343 | 7月10日 | 「花の中学生応援団」       | 〜12歳・涙の試練〜               | 藤田朋子     |
|     | 7月31日 | 「あゆの恋」               | 〜泣かない めげない くじけない〜 |              |

#### 2006年
| 回 | 放送日 | タイトル | サブタイトル | 語り |
| -- | ------ | -------- | ------------ | ---- |

#### 2007年
| 回  | 放送日  | タイトル                            | サブタイトル           | 語り   |
| --- | ------- | ----------------------------------- | ---------------------- | ------ |
| 428 | 10月7日 | 「年収２００万円 正社員になりたい」 | 〜"派遣"エレジー2007〜 | 古谷徹 |

#### 2008年
| 回  | 放送日   | タイトル                 | サブタイトル       | 語り         |
| --- | -------- | ------------------------ | ------------------ | ------------ |
| 439 | 1月20日  | 「ホストの前に人間やろ」 |                    | 宮崎あおい   |
|     | 11月23日 | 「親子・乱歩に挑む」     | 〜幸四郎と染五郎〜 | 貫地谷しほり |

#### 2009年
| 回  | 放送日   | タイトル                     | サブタイトル                                     | 語り                          |
| --- | -------- | ---------------------------- | ------------------------------------------------ | ----------------------------- |
| 487 | 4月19日  | 「上京物語2009」             | 〜ふるさとを離れる日〜                           | 貫地谷しほり                  |
|     | 5月10日  | 「歌舞伎町 ハイヒールの跡」  | 〜保証人なし 不動産屋秘話〜                      |                               |
|     | 5月17日  | 「特選 三社祭に恋して」      | 〜3年後〜                                        |                               |
|     | 5月24日  | 「おかえり」                 | 〜優しすぎるボクシングジム〜                     |                               |
|     | 6月7日   | 「漂流家族」                 | 〜竹下家の9年・北海道編〜                        |                               |
|     | 6月14日  | 「漂流家族」                 | 〜竹下家の9年・埼玉編〜                          |                               |
|     | 6月21日  | 「出稼ぎ家政婦20年」         |                                                  |                               |
|     | 6月28日  | 「愛はみえる」               | 〜全盲夫婦の“たからもの"〜                       |                               |
|     | 7月6日   | 「柴又草だんご頑固物語」     |                                                  |                               |
|     | 10月25日 | 「驕り」                     | 〜ホストの前に人間やろ4〜                        |                               |
|     | 11月1日  | 「追憶」                     | 〜エリザベス・サンダース・ホームという養護施設〜 |                               |
|     | 11月15日 | 「私が小錦八十吉を愛する理由 | 〜決死の減量大作戦〜                             |                               |
|     | 11月22日 | 「人生の勝どき橋を渡りたい」 |                                                  |                               |
|     | 11月29日 | 「焼肉ドタンバ物語3」        | 〜足立区 果てしなき闘い〜                        |                               |
| 514 | 12月6日  | 「おっぱいと東京タワー」     | 〜私の乳がん日記〜                               | 信友直子 （番組ディレクター） |

#### 2010年
| 回  | 放送日   | タイトル         | サブタイトル         | 語り |
| --- | -------- | ---------------- | -------------------- | ---- |
| 538 | 7月4日   | 「青春YELL！」   | 〜花の中学生応援団〜 |      |
|     | 10月24日 | 「上京物語2010」 | 〜夢がゆれる18歳〜   |      |

#### 2011年
| 回  | 放送日   | タイトル                 | サブタイトル             | 語り         |
| --- | -------- | ------------------------ | ------------------------ | ------------ |
| 569 | 4月17日  | 「わ・す・れ・な・い」   | 〜三つの家族の肖像〜     | 宮崎あおい   |
|     | 5月15日  | 「アイドルすかんぴん」   |                          | 林原めぐみ   |
| 585 | 8月14日  | 「わ・す・れ・な・い」   | 〜原発と牛飼い〜         | 林原めぐみ   |
| 587 | 9月11日  | 「悪ガキ ガチンコ物語」  |                          | 宇梶剛士     |
|     | 10月2日  | 「上京物語2011」         | 〜すれ違う親子〜         | 貫地谷しほり |
| 593 | 10月30日 | 「まりあのニューヨーク」 | 〜死ぬまでに逢いたい人〜 | 谷原章介     |

#### 2012年
| 回  | 放送日   | タイトル                    | サブタイトル          | 語り         |
| --- | -------- | --------------------------- | --------------------- | ------------ |
| 600 | 1月22日  | 「老人と放射能」            |                       | 志田未来     |
|     | 4月15日  | 「負けるな！泣き虫三姉弟2」 |                       | 貫地谷しほり |
| 619 | 6月24日  | 「偏差値じゃない」          | 〜奇跡の高校将棋部〜  | 宮崎あおい   |
|     | 7月15日  | 「わ・す・れ・な・い」      | 〜それからの家族…〜   | 志田未来     |
|     | 9月30日  | 「わ・す・れ・な・い」      | 〜魚町、復興への光〜  | 佐々木優子   |
|     | 11月14日 | 「上京物語2012」            | 〜二十歳 夢の分岐点〜 | 貫地谷しほり |

#### 2013年
| 回  | 放送日  | タイトル               | サブタイトル                   | 語り                    |
| --- | ------- | ---------------------- | ------------------------------ | ----------------------- |
| 641 | 1月20日 | 「特殊清掃人の結婚」   | 〜"孤独死"が教えてくれたこと〜 | 竹内結子                |
|     | 3月3日  | 「わ・す・れ・な・い」 | 〜原発と牛飼い それから〜      | 林原めぐみ              |
|     | 3月10日 | 「わ・す・れ・な・い」 | 〜伝え継ぐ映像記録2013〜       | 小倉智昭                |
| 649 | 4月7日  | 「せつなくて故郷」     | 〜女になって47年目の帰郷〜     |                         |
| 650 | 4月14日 | 「上京物語」           | 〜母との再会編〜               | 貫地谷しほり            |
|     | 9月1日  | 「わ・す・れ・な・い」 | 〜明日の君に遭いたい 2013夏〜  | 泉谷しげる 薬師丸ひろ子 |
|     | 10月6日 | 「上京物語2013」       | 〜『青い鳥』はどこにいる〜     | 貫地谷しほり            |

#### 2014年
| 回  | 放送日   | タイトル                  | サブタイトル     | 語り         |
| --- | -------- | ------------------------- | ---------------- | ------------ |
| 683 | 2月9日   | 「みんな泣いている 原点」 |                  | 的場浩司     |
|     | 3月9日   | 「わ・す・れ・な・い」    | 〜三年後の肖像〜 | 村川絵梨     |
|     | 9月21日  | 「悪ガキ ガチンコ物語」   | 〜4年後の決心〜  |              |
|     | 12月21日 | 「上京物語2014」          | 〜決断〜         | 貫地谷しほり |

#### 2015年
| 回  | 放送日  | タイトル                     | サブタイトル             | 語り         |
| --- | ------- | ---------------------------- | ------------------------ | ------------ |
| 735 | 4月12日 | 「ラーメンよりも大切なもの」 |                          |              |
|     | 7月5日  | 「中年純情物語」             | 〜地下アイドルに恋して〜 |              |
|     | 12月6日 | 「上京物語2015」             | 〜仲間〜                 | 貫地谷しほり |

#### 2016年
| 回  | 放送日  | タイトル                 | サブタイトル                  | 語り         |
| --- | ------- | ------------------------ | ----------------------------- | ------------ |
|     | 3月6日  | 「わ・す・れ・な・い」   | 〜明日に向かって 運命の少年〜 | 武田祐子     |
|     | 3月20日 | 「上京物語」             | 〜その後ボクと父さんの8年間〜 | 貫地谷しほり |
| 787 | 7月3日  | 「失敗は失敗じゃない。」 | 〜あぶれ者たちの再挑戦〜      | 武田裕子     |
|     | 8月7日  | 「青春エール」前編       | 〜17歳の決断〜                |              |
|     | 8月14日 | 「青春エール」後編       | 〜17歳の決断〜                |              |
|     | 10月9日 | 「妻の笑顔をもう一度」   |                               |              |

#### 2017年
| 回  | 放送日   | タイトル                  | サブタイトル  | 語り                            |
| --- | -------- | ------------------------- | ------------- | ------------------------------- |
| 808 | 1月22日  | 足立区 悪ガキ伝説」       | 〜7年の奇跡〜 |                                 |
| 810 | 2月12日  | 「しっくりくる生き方」    |               | 水川あさみ                      |
| 841 | 10月15日 | 「人殺しの息子と呼ばれて… |               | 下山吉光 （番組プロデューサー） |

#### 2018年
| 回  | 放送日  | タイトル                     | サブタイトル                       | 語り       |
| --- | ------- | ---------------------------- | ---------------------------------- | ---------- |
|     | 5月25日 | 「わ・す・れ・な・い」       | 〜明日に向かって てっちゃんの7年〜 | 佐々木恭子 |
| 869 | 6月3日  | 「犬と猫の向こう側」前編     |                                    | 石田ゆり子 |
| 870 | 6月10日 | 「犬と猫の向こう側」後編     |                                    | 石田ゆり子 |
| 872 | 6月24日 | 「父を殺した母へ」           | 〜無理心中から17年目の旅〜         | 池松壮亮   |
|     | 9月16日 | 「お母さん、隠しててゴメン」 |                                    |            |
|     | 12月2日 | 「舞妓3人」                  | 〜それぞれの転機〜                 |            |

#### 2019年
| 回  | 放送日   | タイトル                                 | サブタイトル                         | 語り                |
| --- | -------- | ---------------------------------------- | ------------------------------------ | ------------------- |
| 907 | 4月7日   | 「万引きランナーと呼ばれて」             |                                      | 登坂淳一            |
| 908 | 4月14日  | 「情念の男」                             | 〜ギリヤーク尼ヶ崎〜                 | 白石聖              |
| 909 | 4月21日  | 「その後の 母の涙と罪と罰」              |                                      | 安達祐実            |
| 910 | 5月5日   | 「もう一度、輝きたくて」                 |                                      | 野呂佳代            |
| 911 | 5月12日  | 「歌舞伎町で生きる」                     | 〜その後の沙世子〜                   | 肥後克広            |
| 912 | 5月19日  | 「男と女の婚活クルーズ 2019」            |                                      | 小木博明            |
| 913 | 5月26日  | 「黄昏れてフィリピン」                   | 〜借金から逃れた脱出老人〜           | 目黒泉              |
| 914 | 6月2日   | 「おじさん、ありがとう」                 | 〜ショウとタクマと熱血和尚〜         | 森川葵              |
| 915 | 6月9日   | 「それでも私は生きてゆく」               |                                      | 板橋恭史            |
| 916 | 6月16日  | 「シンデレラになりたくて…2019」前編      |                                      | 中村繁之            |
| 917 | 6月23日  | 「シンデレラになりたくて…2019」後編      |                                      | 中村繁之            |
| 918 | 6月30日  | 「ワケあって…坂口杏里」                  |                                      | 福田真奈            |
| 919 | 7月7日   | 「運命を背負い続けて」                   | 〜柔道家族 朝飛家の6年〜             | 千葉雄大            |
| 920 | 7月14日  | 「ボクは梅湯の三次郎」〜野望編〜         |                                      | 土田晃之            |
| 921 | 7月21日  | 「社長と竜造 葛西臨海公園物語」          |                                      | 橋本マナミ          |
| 922 | 7月28日  | 「天国のあなたへ」                       | 〜「ラーメンの鬼」の背中を追って〜   | 奈緒                |
| 923 | 8月4日   | 「一人で生きていても…」                  | 〜女60代 シェアハウス始めました〜    | ひぐち君 （髭男爵） |
| 924 | 8月11日  | 「新・漂流家族 2019夏」前編              | 〜美奈子と夫と8人の子供〜            | 野村宏伸            |
| 925 | 8月18日  | 「新・漂流家族 2019夏」後編              | 〜美奈子と夫と8人の子供〜            | 野村宏伸            |
| 926 | 8月25日  | 「ある日 娘は障がい者になった」          | 〜車椅子のアイドルと家族の1年〜      | 国生さゆり          |
| 927 | 9月1日   | 「母さん 帰ってきてほしいんだ」          | 〜フィリピンパブ嬢の母とボク〜       | 松本伊代            |
| 928 | 9月15日  | 「なんもしないボクを貸し出します」       | 〜「レンタルなんもしない人」の夏〜   | 柄本時生            |
| 929 | 9月22日  | 「半グレをつくった男」                   | 〜償いの日々…そして結婚〜            | 青葉市子            |
| 930 | 9月29日  | 「母と娘の上京それから物語」             | 〜夢のステージ ある親子の8年〜       | 室井滋              |
| 931 | 10月6日  | 「好きなことだけして生きていく」前編     | 〜元ニートの再々再々出発〜           | 勝地涼              |
| 932 | 10月13日 | 「好きなことだけして生きていく」後編     | 〜伝説のシェアハウス解散〜           | 勝地涼              |
| 933 | 10月20日 | 「ここが わたしの居場所」                | 〜海を渡った熱血教師と教え子の涙〜   | 中山美穂            |
| 934 | 10月27日 | 「親になろうとしてごめんなさい」         | 〜目黒・結愛ちゃん虐待死事件〜       | 桑原礼佳            |
| 935 | 11月24日 | 「娘がシングルマザーになりまして…」      | 〜29歳の出張料理人 彩乃〜            | 吉岡里帆            |
| 936 | 12月1日  | 「女32歳 きょうからプロレスラー」        | 〜父への告白〜                       | 小出真保            |
| 937 | 12月8日  | 「ぼけますから、よろしくお願いします。」 | 〜特別編〜                           | 信友直子            |
| 938 | 12月15日 | 「結婚したい男と女」                     | 〜婚活クルーズ それから〜            | 剛力彩芽            |
| 939 | 12月22日 | 「父を殺した母へ あれからの日々」        | 〜無理心中から17年目の旅〜           | 池松壮亮            |
| 940 | 12月29日 | 「頂点を極めた男の転落」                 | 〜ある大物音楽プロデューサーの懺悔〜 | 壇蜜                |

#### 2020年
| 回  | 放送日   | タイトル                                                   | サブタイトル                                         | 語り                   |
| --- | -------- | ---------------------------------------------------------- | ---------------------------------------------------- | ---------------------- |
| 941 | 1月19日  | 「私って嫁ですか 妻ですか」                                | 〜農家に嫁いだ友紀子の結婚〜                         | いとうあさこ           |
| 942 | 2月2日   | 「モモコと熱血和尚」                                       | 〜おじさん、ありがとう〜                             | 恒松祐里               |
| 943 | 2月9日   | 「はぐれ者で生きていく」                                   | 〜借金とギャンブルと夢の行方〜                       | 壇蜜                   |
| 944 | 2月16日  | 「もう一度 お父さんに逢いたい」                            | 〜ホストの僕とフィリピンパブ嬢の母〜                 | 小芝風花               |
| 945 | 2月23日  | 「花子と大助」前編                                         | 〜余命宣告から夫婦の700日〜                          | 青葉市子               |
| 946 | 3月1日   | 「花子と大助」後編                                         | 〜余命宣告から夫婦の700日〜                          | 青葉市子               |
| 947 | 3月8日   | 「映画館に暮らす一家の物語」                               | 〜廃墟に移住した切替家の6年〜                        | 夏帆                   |
| 948 | 3月15日  | 「３つの病と闘う怜奈」                                     | 〜結婚5年目のさざ波〜                                | 高梨臨                 |
| 949 | 3月22日  | 「就職先はさる軍団」                                       | 〜師匠と弟子と新入社員〜                             | 松本穂香               |
| 950 | 3月29日  | 「夢と涙の六本木」                                         | 〜モモとチャムの上京物語〜                           | 鈴木杏奈               |
| 951 | 4月5日   | 「余命3年の社長と刑務所を出た男」前編                      | 〜塀の外の夢と現実〜                                 | 佐藤仁美               |
| 952 | 4月12日  | 「余命3年の社長と刑務所を出た男」後編                      | 〜塀の外の挫折と旅立ち〜                             | 佐藤仁美               |
| 953 | 4月19日  | 「52歳でクビになりました。」                               | 〜クズ芸人の生きる道〜                               | 吉岡里帆               |
| 954 | 5月3日   | 「銀座の夜は いま・・・」                                  | 菜々江ママの天国と地獄                               | 小池栄子               |
| 955 | 5月10日  | 「花子と先生の18年」前編                                   | 〜人生を変えた犬〜                                   | 石田ゆり子             |
| 956 | 5月17日  | 「花子と先生の18年」後編                                   | 〜人生を変えた犬〜                                   | 石田ゆり子             |
| 957 | 5月24日  | 「夜だけ開く心の診療所」                                   | 〜生きづらい時代の物語〜                             | 江口のりこ             |
| 958 | 5月31日  | 「家族のカタチ」                                           | 〜ふたりのお母さんがいる家〜                         | 青葉市子               |
| 959 | 6月7日   | 「生まれてくれて ありがとう」                              | 〜ピュアにダンス 待寺家の17年〜                      | 宮﨑あおい             |
| 960 | 6月14日  | 「19歳の漂流」                                             | 〜妊娠…出産…家族を求めて〜                           | 安達祐実               |
| 961 | 6月21日  | 「孤独死の向こう側」                                       | 〜27歳の遺品整理人〜                                 | 吉岡里帆               |
| 962 | 6月28日  | 「シングルマザーの大家族」                                 | 〜パパが遺してくれたもの〜                           | 芳根京子               |
| 963 | 7月5日   | 「真夜中の洋菓子店」                                       | 〜ケーキよりも大切なもの〜                           | 高梨臨                 |
| 964 | 7月12日  | 「お父さんと13人の子ども」前編                             | 〜7男6女 闘う大家族〜                                | ファーストサマーウイカ |
| 965 | 7月19日  | 「お父さんと13人の子ども」後編                             | 〜新型コロナと大家族〜                               | ファーストサマーウイカ |
| 966 | 7月26日  | 「父と息子とはぐれた心」                                   | 〜引きこもった僕の1年〜                              | 富田望生               |
| 967 | 8月9日   | 「おなかも心もいっぱいに」                                 | 〜はっちゃんの幸せ食堂〜                             | 黒木華                 |
| 968 | 8月9日   | 「東大生の僕が手に入れたもの」                             | 〜「東京大学相撲部」悩める青春〜                     | 指原莉乃               |
| 969 | 8月16日  | 「それでも僕は生きていく」                                 | 〜ももちゃんとの約束〜                               | 小池栄子               |
| 970 | 8月23日  | 「歌舞伎町 便利屋物語」                                    | 〜人生を変えた この街で〜                            | 松本穂香               |
| 971 | 8月30日  | 「最終学歴は中卒だけど…」                                  | 〜ボクの働く場所〜                                   | 門脇麦                 |
| 972 | 9月13日  | 「東京でビッグになりたい」                                 | 〜所持金10万円の上京ホームレス〜                     | コムアイ               |
| 973 | 9月20日  | 「コロナと中華街」                                         | 〜私はこの街で生きていく〜                           | 森田望智               |
| 974 | 9月27日  | 「あの日 妹を殺されて」前編                                | ～罪を憎む男が選んだ道～                             | 中島美嘉               |
| 975 | 10月4日  | 「あの日 妹を殺されて」後編                                | 〜15年後の涙と誓い〜                                 | 中島美嘉               |
| 976 | 10月11日 | 「禍の中でこの街は」前編                                   | 〜新宿二丁目 コンチママの苦悩〜                      | 松本まりか             |
| 977 | 10月18日 | 「禍の中でこの街は」後編                                   | 〜新宿二丁目とコロナと私〜                           | 松本まりか             |
| 978 | 10月25日 | 「母の涙と罪と罰 2020」前編                                | 〜元ヤクザ マナブとタカシの5年〜                     | 安達祐実               |
| 979 | 11月1日  | 「母の涙と罪と罰 2020」後編                                | 〜元ヤクザと66歳の元受刑者〜                         | 安達祐実               |
| 980 | 11月8日  | 「たたかれても たたかれても…」                             | 〜山根明と妻のその後〜                               | 壇蜜                   |
| 981 | 11月15日 | 「私、生きてもいいですか」前編                             | 〜心臓移植を待つ夫婦の1000日〜                       | 吉田羊                 |
| 982 | 11月22日 | 「私、生きてもいいですか」後編                             | 〜心臓移植を待つ夫婦の1000日〜                       | 吉田羊                 |
| 983 | 11月29日 | 「おかえり お母さん」                                      | 〜その後の「ぼけますから、よろしくお願いします。」〜 | 信友直子               |
| 984 | 12月6日  | 「ボクのおうちに来ませんか」                               | 〜モバイルハウスで見る夢〜                           | 多部未華子             |
| 985 | 12月13日 | 「悪ガキと ひとつ屋根の下で」                              | 〜夢の力を信じた10年の物語〜                         | 芳根京子               |
| 986 | 12月20日 | 「母さん ごめん ダメ息子の涙」                             | 〜六本木キャバクラボーイ物語〜                       | 仲里依紗               |
| 987 | 12月27日 | 民放連賞・テレビ教養番組 最優秀賞 「おじさん、ありがとう」 | 〜熱血和尚が遺したもの〜                             | 森川葵                 |

#### 2021年
| 回   | 放送日   | タイトル                                   | サブタイトル                           | 語り                 |
| ---- | -------- | ------------------------------------------ | -------------------------------------- | -------------------- |
| 988  | 1月17日  | 「シフォンケーキを売るふたり」             | 〜リヤカーを引く夫と妻の10年〜         | 池脇千鶴             |
| 989  | 1月24日  | 「母さん、もう一度 闘うよ」                | 〜高校中退…息子たちの再起〜            | 松本穂香             |
| 990  | 2月7日   | 「私が踊り続けるわけ」                     | 〜53歳のストリッパー物語〜             | 本仮屋ユイカ         |
| 991  | 2月14日  | 「ボクらの丁稚物語」前編                   | 〜泣き虫同期 4年の記録〜               | 川栄李奈             |
| 992  | 2月21日  | 「ボクらの丁稚物語」後編                   | 〜泣き虫同期 4年の記録〜               | 川栄李奈             |
| 993  | 2月28日  | 「声優になりたくて」                       | 〜カナコとせろりの上京物語〜           | 福田麻貴             |
| 994  | 3月7日   | 「わ・す・れ・な・い」前編                 | 〜僕らが歩んだ震災の10年〜             | 薬師丸ひろ子         |
| 995  | 3月14日  | 「わ・す・れ・な・い」後編                 | 〜僕らが歩んだ震災の10年〜             | 薬師丸ひろ子         |
| 996  | 3月21日  | 「ふたりの1年生」                          | 〜新米先生と海の向こうから来た女の子〜 | 池田エライザ         |
| 997  | 3月28日  | 「新・上京物語」前編                       | 〜煙突とスカイツリーと僕の夢〜         | 上白石萌歌           |
| 998  | 4月2日   | 「新・上京物語」後編                       | 〜夢と別れのスカイツリー〜             | 上白石萌歌           |
| 999  | 4月11日  | 「放送1000回SP」前編                       |                                        | 宮﨑あおい           |
| 1000 | 4月18日  | 「放送1000回SP」後編                       |                                        | 宮﨑あおい           |
| 1001 | 4月25日  | 「銀座の夜は いま…2」                      | 〜菜々江ママとコロナの1年〜            | 小池栄子             |
| 1002 | 5月9日   | 「東京、タクシー物語。」前編               | 〜コロナとシングルマザーの運転手〜     | 永作博美             |
| 1003 | 5月16日  | 「東京、タクシー物語。」後編               | 〜シングルマザーと新人ドライバー〜     | 永作博美             |
| 1004 | 5月23日  | 「夢と涙の六本木2」                        | 〜ミレイとモモの上京物語〜             | 小芝風花             |
| 1005 | 5月30日  | 「酒と涙と女たちの歌」前編                 | 〜塙山キャバレー物語〜                 | 吉岡里帆             |
| 1006 | 6月6日   | 「酒と涙と女たちの歌」後編                 | 〜塙山キャバレー物語〜                 | 吉岡里帆             |
| 1007 | 6月20日  | 「ママにしてくれてありがとう」             | 〜血のつながらない母娘の12年〜         | 趣里                 |
| 1008 | 6月27日  | 「はぐれ者とはぐれ猫」                     | 〜小さな命を救う男の闘い〜             | 松本穂香             |
| 1009 | 7月4日   | 「ボクがなりたいもの」                     | 〜芸人になる。と上京した娘〜           | 松岡茉優             |
| 1010 | 7月11日  | 「ここでしか生きられない私」               | 〜34歳 秋葉原メイド物語〜              | きゃりーぱみゅぱみゅ |
| 1011 | 7月18日  | 「最期の願い」                             | 〜父と息子と家族の2週間〜              | 井上真央             |
| 1012 | 7月25日  | 「老舗の寿司屋に婿が来た」                 | 〜4代目は元美容師〜                    | 川栄李奈             |
| 1013 | 8月1日   | 「女装と家族と終活と」                     | 〜キャンディさんの人生〜               | 水川あさみ           |
| 1014 | 8月8日   | 「笑顔で生きよう」                         | 〜お母さんと僕の約束〜                 | 上戸彩               |
| 1015 | 8月29日  | 「夜の街に別れを告げて」                   | 〜人生を変えたい彼女たちは…〜          | 芳根京子             |
| 1016 | 9月12日  | 「人生の終わりの過ごし方」前編             | 〜「ダメ人間マエダ」の終活〜           | 宮﨑あおい           |
| 1017 | 9月19日  | 「人生の終わりの過ごし方」後編             | 〜「ダメ人間マエダ」の終活〜           | 宮﨑あおい           |
| 1018 | 9月26日  | 「ちょっと心配な家族がおりまして」         | 〜母と私と姉夫婦の話〜                 | 仲里依紗             |
| 1019 | 10月3日  | 「母と息子のやさしいごはん」               | 〜親子の大切な居場所〜                 | 広末涼子             |
| 1020 | 10月17日 | 「ボクと父ちゃんの記憶」                   | 〜家族の思い出 別れの時〜              | 富田望生             |
| 1021 | 10月24日 | 「奇跡の夏に輝いて」                       | 〜ピュアにダンス 待寺家の18年〜        | 宮﨑あおい           |
| 1022 | 10月31日 | 「愛する人、見送る私」                     | 〜看護師僧侶と3つの家族〜              | 永作博美             |
| 1023 | 11月7日  | 「「おかえり」の声が聞きたくて」           | 〜歌舞伎町 真夜中の処方箋〜            | 森川葵               |
| 1024 | 11月21日 | 「切なくていじらしくてメチャクチャなパパ」 | 〜家族が映した最期の立川談志〜         | 満島ひかり           |
| 1025 | 11月28日 | 「私が守りたいもの」                       | 〜北の大地 牧場一家の12年〜            | 酒井美紀             |
| 1026 | 12月5日  | 「笑顔の一枚とあなたの記憶」               | 〜家族へのおくりもの〜                 | 麻生久美子           |
| 1027 | 12月5日  | 「スマホとホームレス」                     | 〜無料Wi-Fiに集う若者たち〜            | 芳根京子             |
| 1028 | 12月12日 | 「この町で人生を変えたくて」               | 〜結婚とお金と生きがいと〜             | 中山美穂             |

#### 2022年
| 回   | 放送日   | タイトル                                                    | サブタイトル                                  | 語り                 |
| ---- | -------- | ----------------------------------------------------------- | --------------------------------------------- | -------------------- |
| 1029 | 1月16日  | 「結婚したい彼女の場合」前編                                | ～コロナ禍の婚活漂流記～                      | 水原希子             |
| 1030 | 1月23日  | 「結婚したい彼女の場合」後編                                | ～コロナ禍の婚活漂流記～                      | 水原希子             |
| 1031 | 2月6日   | 「おせっかい男とワケありな人々」                            | ～あなたのお家 探します～                     | 多部未華子           |
| 1032 | 2月13日  | 「もう限界かもしれません」                                  | ～コロナと父娘のラーメン屋～                  | 松本まりか           |
| 1033 | 2月20日  | 「山奥ニートの結婚」                                        | ～一緒に赤ちゃん育てませんか～                | suis                 |
| 1034 | 2月27日  | 「ボクらの丁稚物語２０２２」前編                            | ～涙の迷い道と別れ道～                        | 大島優子             |
| 1035 | 3月6日   | 「ボクらの丁稚物語2022」後編                                | ～涙の迷い道と別れ道～                        | 大島優子             |
| 1036 | 3月13日  | 「生きることって…」                                         | ～山とマタギと私たち～                        | 富田望生             |
| 1037 | 3月20日  | 「新・上京物語２０２２」前編                                | ～１８歳 夢のあとさき～                       | 上白石萌歌           |
| 1038 | 3月27日  | 「新・上京物語２０２２」後編                                | ～旅立ちの時～                                | 上白石萌歌           |
| 1039 | 4月3日   | 「火事と夫婦と生きがいと」                                  | ～高円寺「薔薇亭」の１年～                    | 池脇千鶴             |
| 1040 | 4月10日  | 「泣かないでアコーディオン」                                | ～シングルマザーの大道芸人～                  | 川栄李奈             |
| 1041 | 4月17日  | 「花子と大助」                                              | ～余命宣告とセンターマイク 夫婦の１４００日～ | 青葉市子             |
| 1042 | 5月1日   | 「たどりついた家族」                                        | ～海の向こうの戦火と涙～                      | 芳根京子             |
| 1043 | 5月8日   | 「ワケあり人生と部屋探し」                                  | ～無理とは言わない不動産屋～                  | 江口のりこ           |
| 1044 | 5月15日  | ＮＹフェスティバル２０２２受賞記念 「ボクと父ちゃんの記憶」 | ～別れのあと 家族の再会～                     | 富田望生             |
| 1045 | 5月22日  | 「夜の街で輝きたくて…」                                     | ～闘う女たちの見る夢～                        | 小芝風花             |
| 1046 | 5月29日  | 「２７歳 流しの歌姫」                                       | ～夢のステージに立ちたくて～                  | 優河                 |
| 1047 | 6月5日   | 「うちにおいでよ」                                          | ～居候たちの家～                              | ヒコロヒー           |
| 1048 | 6月19日  | 「都会を捨てた若者たち」前編                                | ～27歳の迷い道～                              | 志田未来             |
| 1049 | 6月26日  | 「都会を捨てた若者たち」後編                                | ～２７歳の決断～                              | 志田未来             |
| 1050 | 7月3日   | 「人力車に魅せられて」                                      | ～夢と涙の浅草物語～                          | 山本美月             |
| 1051 | 7月10日  | 「泣き虫舞妓物語 ２０２２」前編                             | ～夢と希望と涙の行方～                        | 川栄李奈             |
| 1052 | 7月17日  | 「泣き虫舞妓物語 ２０２２」後編                             | ～夢と希望と涙の行方～                        | 川栄李奈             |
| 1053 | 7月24日  | 「片付けられない部屋」                                      | ～ゴミの中に埋もれた思い出～                  | 岡田結実             |
| 1054 | 7月31日  | 「ありのままでいいじゃない」前編                            | ～いしいさん家の人々～                        | 森川葵               |
| 1055 | 8月7日   | 「ありのままでいいじゃない」後編                            | ～いしいさん家の人々～                        | 森川葵               |
| 1056 | 8月21日  | 「彼女が旅に出る理由」                                      | ～すれ違う母と娘の行方～                      | きゃりーぱみゅぱみゅ |
| 1057 | 8月28日  | 「母と娘の芸者物語」                                        | ～箱根で生きる女たち～                        | 飯豊まりえ           |
| 1058 | 9月11日  | 「話を聞いてくれる人」                                      | ～空っぽの僕が生きる意味～                    | 佐藤栞里             |
| 1059 | 9月18日  | 「ボクと父ちゃんの記憶２０２２」前編                        | ～母の涙と父のいない家～                      | 富田望生             |
| 1060 | 9月25日  | 「ボクと父ちゃんの記憶２０２２」後編                        | ～１８歳の夢 家族の夢～                       | 富田望生             |
| 1061 | 10月2日  | 「ボクのおうちに来ませんか2」                               | ～モバイルハウスと新たな家族～                | 多部未華子           |
| 1062 | 10月9日  | 「東京デリバリー物語」                                      | ～スマホと自転車とホームレス～                | 芳根京子             |
| 1063 | 10月16日 | 「人力車に魅せられて２」                                    | ～夢と涙の軽井沢物語～                        | 山本美月             |
| 1064 | 10月23日 | 「あの日 僕を捨てた父は」前編                               | ～孤独な芸人の悲しき人生～                    | 宮﨑あおい           |
| 1065 | 10月30日 | 「あの日 僕を捨てた父は」後編                               | ～孤独な芸人の悲しき人生～                    | 宮﨑あおい           |
| 1066 | 11月6日  | 「そこにいていいんだよ」                                    | ～もじゃくん夫婦と不登校の子どもたち～        | 高梨臨               |
| 1067 | 11月20日 | 「母と娘のラーメン」                                        | ～ピンチをチャンスに変える人～                | 松本若菜             |
| 1068 | 11月27日 | 「あの日 妹を殺されて２」                                   | ～たとえ裏切られても～                        | 中島美嘉             |
| 1069 | 12月4日  | 「美咲をさがして」                                          | ～帰りを信じた家族の３年～                    | 国仲涼子             |
| 1070 | 12月11日 | 「ラブレターを書く人」                                      | ～愛を伝えたい人々と代筆屋～                  | 奈緒                 |
| 1071 | 12月18日 | 「遠く故郷を離れて」                                        | ～この国で 命を救う人になる～                 | 生田絵梨花           |

#### 2023年
| 回   | 放送日   | タイトル                          | サブタイトル                       | 語り                 |
| ---- | -------- | --------------------------------- | ---------------------------------- | -------------------- |
| 1072 | 1月15日  | 「酒と涙と女たちの歌２」前編      | ～塙山キャバレー物語～             | 吉岡里帆             |
| 1073 | 1月22日  | 「酒と涙と女たちの歌２」後編      | ～塙山キャバレー物語～             | 吉岡里帆             |
| 1074 | 2月5日   | 「私が踊り続けるわけ２」前編      | ～５６歳のストリッパー物語～       | 本仮屋ユイカ         |
| 1075 | 2月12日  | 「私が踊り続けるわけ２」後編      | ～令和の婚活漂流記２０２４～       | 本仮屋ユイカ         |
| 1076 | 2月19日  | 「ＣＥＯになりたくて」            | ～ポンタの上京物語～               | 小芝風花             |
| 1077 | 2月26日  | 「たどりついた家族２」前編        | ～戦火の故郷と母の涙～             | 芳根京子             |
| 1078 | 3月5日   | 「たどりついた家族２」後編        | ～戦火の故郷と母の涙～             | 芳根京子             |
| 1079 | 3月12日  | 「新宿二丁目の深夜食堂」前編      | ～人生を奏でるビール瓶～           | 吉田羊               |
| 1080 | 3月19日  | 「新宿二丁目の深夜食堂」後編      | ～名物夫婦 ５３年の物語～          | 吉田羊               |
| 1081 | 3月26日  | 「新・上京物語２０２３」前編      | ～二十歳 夢の迷い道～              | 上白石萌歌           |
| 1082 | 4月2日   | 「新・上京物語２０２３」後編      | ～二十歳の決断～                   | 上白石萌歌           |
| 1083 | 4月9日   | 「ボクらの丁稚物語 ２０２３」前編 | ～泣き虫同期の6年～                | 大島優子             |
| 1084 | 4月16日  | 「ボクらの丁稚物語 ２０２３」後編 | ～ふたりぼっち 夢の行方～          | 大島優子             |
| 1085 | 4月30日  | 「わたし、スナック継ぎます」      | ～ママは新卒Ｚ世代～               | 有村架純             |
| 1086 | 5月7日   | 「人力車に魅せられて３」前編      | ～浅草 女たちの迷い道～            | 土屋太鳳             |
| 1087 | 5月14日  | 「人力車に魅せられて３」前編      | ～浅草 女たちの迷い道～            | 土屋太鳳             |
| 1088 | 5月28日  | 「人生ってムズい」                | ～レモンサワーと車いす～           | 江口のりこ           |
| 1089 | 6月4日   | 「私は何者なのか…」               | ～すべての記憶を失った男～         | 松本穂香             |
| 1090 | 6月18日  | 「僕とあなたのあしたは…」         | ～海を越えた結婚の行方～           | 岡崎紗絵             |
| 1091 | 6月25日  | 「夢を追うタクシー」              | ～目的地はまだ遠くても～           | 松本まりか           |
| 1092 | 7月2日   | 「花子と大助」                    | ～１４５０日ぶりのセンターマイク～ | 青葉市子             |
| 1093 | 7月9日   | 「就職先はさる軍団２」前編        | ～汗と涙の新入社員物語～           | 指原莉乃             |
| 1094 | 7月16日  | 「就職先はさる軍団２」後編        | ～汗と涙の新入社員物語～           | 指原莉乃             |
| 1095 | 7月30日  | 「ひとりで産むと決めたから」前編  | ～３０歳 サキの決断～              | 川栄李奈             |
| 1096 | 8月6日   | 「ひとりで産むと決めたから」後編  | ～３１歳 サキの生きる道～          | 川栄李奈             |
| 1097 | 8月13日  | 「生きる歌」前編                  | ～三角公園の歌姫とわたし～         | きゃりーぱみゅぱみゅ |
| 1098 | 8月20日  | 「生きる歌」後編                  | ～三角公園の歌姫とわたし～         | きゃりーぱみゅぱみゅ |
| 1099 | 8月27日  | 「負けず嫌いなふたり」            | ～世界で戦う夫婦の物語～           | 斉藤舞子             |
| 1100 | 9月10日  | 「人生と笑いと震える手」          | ～相方が心を病んだ時～             | 恒松祐里             |
| 1101 | 9月17日  | 「あの日 僕を捨てた父は２」前編   | ～孤独な芸人と家族の再生～         | 宮﨑あおい           |
| 1102 | 9月24日  | 「あの日 僕を捨てた父は２」後編   | ～孤独な芸人と家族の再生～         | 宮﨑あおい           |
| 1103 | 10月1日  | 「私がつながりたいもの」          | ～スマホがないと生きられない時代～ | 松本まりか           |
| 1104 | 10月8日  | 「今晩 泊めてください」前編       | ～ボクと知らない誰かのおうち～     | あの                 |
| 1105 | 10月15日 | 「今晩 泊めてください」後編       | ～ボクと知らない誰かのおうち～     | あの                 |
| 1106 | 10月22日 | 「ボクと父ちゃんの記憶２０２３」  | ～父のいない家と母の夢～           | 富田望生             |
| 1107 | 10月29日 | 「ボクのおうちに来ませんか３」    | ～さよなら モバイルハウス～        | 多部未華子           |
| 1108 | 11月5日  | 「からだに記す女たち」            | ～女体書道を願うわけ～             | 青葉市子             |
| 1109 | 11月19日 | 「山本さんちの食卓」前編          | ～笑いと涙のサポートハウス～       | 飯豊まりえ           |
| 1110 | 11月26日 | 「山本さんちの食卓」後編          | ～笑いと涙のサポートハウス～       | 飯豊まりえ           |
| 1111 | 12月3日  | 「新宿二丁目の深夜食堂２」前編    | ～名物ママ ５４年目の決断～        | 吉田羊               |
| 1112 | 12月10日 | 「新宿二丁目の深夜食堂２」後編    | ～名物ママ ５４年目の決断～        | 吉田羊               |
| 1113 | 12月17日 | 「娘に遺したいもの」              | ～「余命半年」の父より～           | 佐藤栞里             |

#### 2024年
| 回   | 放送日   | タイトル                             | サブタイトル                        | 語り         |
| ---- | -------- | ------------------------------------ | ----------------------------------- | ------------ |
| 1114 | 1月7日   | 「私が踊り続けるわけ３」前編         | ～５７歳のストリッパー物語～        | 本仮屋ユイカ |
| 1115 | 1月14日  | 「私が踊り続けるわけ３」後編         | ～５７歳のストリッパー物語～        | 本仮屋ユイカ |
| 1116 | 1月21日  | 「家出人たちの家」                   | ～人生をやり直すシェアハウス～      | 三浦透子     |
| 1117 | 2月4日   | 「結婚したい彼と彼女の場合」前編     | ～令和の婚活漂流記２０２４～        | 小雪         |
| 1118 | 2月11日  | 「結婚したい彼と彼女の場合」後編     | ～令和の婚活漂流記２０２４～        | 小雪         |
| 1119 | 2月18日  | 「僕を産んでくれたお母さん」前編     | ～言葉を失ったママと家族の４年～    | 上戸彩       |
| 1120 | 2月25日  | 「僕を産んでくれたお母さん」後編     | ～言葉を失ったママと家族の４年～    | 上戸彩       |
| 1121 | 3月3日   | 「居場所をさがして」                 | ～僕と家族とシェアハウス～          | 八木莉可子   |
| 1122 | 3月10日  | 「居場所をくれたこの街で…」前編      | ～夢と仲間とママチャリと～          | 清野菜名     |
| 1123 | 3月17日  | 「居場所をくれたこの街で…」後編      | ～夢と仲間とママチャリと～          | 清野菜名     |
| 1124 | 3月24日  | 「ボクらの丁稚物語２０２４」前編     | ～夢のはじまり 夢の終わり～         | 大島優子     |
| 1125 | 3月31日  | 「ボクらの丁稚物語２０２４」後編     | ～１５歳 動き出した夢～             | 大島優子     |
| 1126 | 4月7日   | 「上京物語２０２４」前編             | ～シェフと父さんのケーキ～          | 伊原六花     |
| 1127 | 4月14日  | 「上京物語２０２４」後編]            | ～シェフと父さんのケーキ～          | 伊原六花     |
| 1128 | 4月28日  | 「私の父のなれのはて」               | ～全てを失った男の楽園～            | 尾野真千子   |
| 1129 | 5月5日   | 「たどりついた家族３」               | ～母の願い 3度目の春～              | 芳根京子     |
| 1130 | 5月12日  | 「芸に命をかけた人」前編             | ～南部虎弾と妻の約束～              | 河合優実     |
| 1131 | 5月19日  | 「芸に命をかけた人」後編             | ～南部虎弾と妻の約束～              | 河合優実     |
| 1132 | 5月26日  | 「子育てシェアハウス始めます」       | ～うちの子と暮らしませんか～        | 上野樹里     |
| 1133 | 6月2日   | 「私のママが決めたこと」             | ～命と向き合った家族の記録～        | 清原果耶     |
| 1134 | 6月16日  | 「声優になりたくて２」               | ～アヤの後悔しない生き方～          | 成海璃子     |
| 1135 | 6月23日  | 「おくりびとになりたくて」           | ～大切な誰かと別れるとき～          | 中村佳穂     |
| 1136 | 6月30日  | 「東京 家賃２万５０００円」前編      | ～僕が四畳半で見る夢～              | 多部未華子   |
| 1137 | 7月7日   | 「東京 家賃２万５０００円」後編      | ～僕が四畳半で見る夢～              | 多部未華子   |
| 1138 | 7月14日  | 「猫をさがすふたり」                 | ～被災地の猫物語～                  | 石田ゆり子   |
| 1139 | 7月28日  | 「花嫁のれん物語」                   | ～能登で生きる家族の１８年～        | 波瑠         |
| 1140 | 8月4日   | 「新宿二丁目の深夜食堂」特別編 前編  | ～人生を奏でるビール瓶～            | 吉田羊       |
| 1141 | 8月11日  | 「新宿二丁目の深夜食堂」特別編 後編  | ～人生を奏でるビール瓶～            | 吉田羊       |
| 1142 | 8月18日  | 「母と息子のやさしいごはん２」前編   | ～僕と母さん 時々 父さん～          | 永作博美     |
| 1143 | 8月25日  | 「母と息子のやさしいごはん２」後編   | ～僕と母さん 時々 父さん～          | 永作博美     |
| 1144 | 9月8日   | 「ほめる人とほめられる人」           | ～褒めますおじさん 令和の路上物語～ | 黒木華       |
| 1145 | 9月15日  | 「いつまで夢を追いますか」           | ～路上役者 令和の路上物語～         | 土屋太鳳     |
| 1146 | 9月22日  | 「東京 三姉妹物語」前編              | ～地酒と涙と夢の行方～              | 清野菜名     |
| 1147 | 9月29日  | 「東京 三姉妹物語」後編              | ～地酒と涙と夢の行方～              | 清野菜名     |
| 1148 | 10月6日  | 「あきらめない僕たちの歌」           | ～今夜も歌い 叫ぶわけ～             | 井手上漠     |
| 1149 | 10月13日 | 「東京 キッチンカー物語」前編        | ～２５歳 夢を乗せた行き先～         | 山下美月     |
| 1150 | 10月20日 | 「東京 キッチンカー物語」後編        | ～２５歳 夢を乗せた行き先～         | 山下美月     |
| 1151 | 10月27日 | 「二丁目に生きて」前編               | ～コンチママ ５６年目の迷い道～     | 松本まりか   |
| 1152 | 11月3日  | 「二丁目に生きて」後編               | ～コンチママ ５６年目の決断～       | 松本まりか   |
| 1153 | 11月17日 | 「炎の中で死んだ父を僕は知らない」１ | ～遺された絵画と借金と～            | 宮﨑あおい   |
| 1154 | 11月24日 | 「炎の中で死んだ父を僕は知らない」２ | ～父と母と家族のこと～              | 宮﨑あおい   |
| 1155 | 12月1日  | 「炎の中で死んだ父を僕は知らない」３ | ～僕が生まれた町へ～                | 宮﨑あおい   |
| 1156 | 12月8日  | 「あなたの願いはなんですか」         | ～夢をかなえる処方箋～              | 田中麗奈     |
| 1157 | 12月15日 | 「ボクと父ちゃんの記憶 ２０２４」    | ～二十歳の夢と父のギター～          | 富田望生     |

#### 2025年
| 回   | 放送日  | タイトル                                    | サブタイトル                          | 語り         |
| ---- | ------- | ------------------------------------------- | ------------------------------------- | ------------ |
| 1158 | 1月5日  | 「クズ芸人の生きる道」                      | ～５７歳 婚活始めます～               | 吉岡里帆     |
| 1159 | 1月19日 | 「人力車に魅せられて４」                    | ～２２歳 涙の上京物語～               | 山本美月     |
| 1160 | 2月2日  | 「酒と涙と女たちの歌３」前編                | ～塙山キャバレー物語 名物ママの卒業～ | 岡崎紗絵     |
| 1161 | 2月9日  | 「酒と涙と女たちの歌３」後編                | ～塙山キャバレー物語 突然の別れ〜     | 岡崎紗絵     |
| 1162 | 2月16日 | 「ボクと古着と下北沢」前編                  | 〜夢と現実のヴィンテージ〜            | 剛力彩芽     |
| 1163 | 2月23日 | 「ボクと古着と下北沢」後編                  | ～夢と現実のヴィンテージ～            | 剛力彩芽     |
| 1164 | 3月2日  | 「僕にしっくりくる仕事」                    | ～夫が漁師になると言い出しまして～    | 川栄李奈     |
| 1165 | 3月9日  | 「われら旅芸人の大家族」前編                | ～僕とわたしの生きる道～              | 趣里         |
| 1166 | 3月16日 | 「われら旅芸人の大家族」後編                | ～僕とわたしの生きる道～              | 趣里         |
| 1167 | 3月23日 | 「私が踊り続けるわけ４」前編                | ～58歳のストリッパー物語～            | 本仮屋ユイカ |
| 1168 | 3月30日 | 「私が踊り続けるわけ４」後編                | ～58歳のストリッパー物語～            | 本仮屋ユイカ |
| 1169 | 4月6日  | 「上京物語２０２５」前編                    | ～二十歳のふたり 駆け出した夢～       | 黒木華       |
| 1170 | 4月13日 | 「上京物語２０２５」後編                    | ～二十歳のふたり 駆け出した夢～       | 黒木華       |
| 1171 | 4月20日 | 「あの日 僕を捨てた父は３」                 | ～ようやく家族になれたのに～          | 宮﨑あおい   |
| 1172 | 5月4日  | 「ひきこもって３７年 母と息子の小さな食卓」 |                                       | 小雪         |
| 1173 | 5月11日 | 「これでしか生きられない僕たちは」          | ～インディーズ芸人物語～              | 佐藤栞里     |
| 1174 | 5月18日 | 「ボクらの丁稚物語２０２５」前編            | ～１６歳 夢の行方と迷い道～           | 野呂佳代     |
| 1175 | 5月25日 | 「ボクらの丁稚物語２０２５」後編            | ～１６歳 夢の行方と迷い道～           | 野呂佳代     |
| 1176 | 6月1日  | 「みんなで生きていく」                      | ～元ギャルとシングルマザーの家～      | 前田敦子     |
| 1177 | 6月8日  | 「わたしの腎臓をあなたに」                  | ～小錦を愛した妻の覚悟～              | 武井咲       |
| 1178 | 6月22日 | 「人生を変える寿司」前編                    | ～東京 板前物語～                     | 仲里依紗     |
| 1179 | 6月29日 | 「人生を変える寿司」後編                    | ～東京 板前物語～                     | 仲里依紗     |
| 1180 | 7月6日  | 「今晩 泊めてください２」前編               | ～ボクが一生続けたいこと～            | あの         |
| 1181 | 7月13日 | 「今晩 泊めてください２」後編               | ～ボクが一生続けたいこと～            | あの         |
| 1182 | 7月20日 | 「たどりついた家族４」前編                  | ～戦火の故郷へ 母と子の決断～         | 芳根京子     |
| 1183 | 7月27日 | 「たどりついた家族４」後編                  | ～戦火の故郷へ 母と子の決断～         | 芳根京子     |
| 1184 | 8月3日  | 「母ひとり子ひとりの物語」                  | ～息子が娘になる日～                  | 大島優子     |

### BSフジ

#### #1～
| 回 | BS初回放送日   | タイトル                                      | サブタイトル                       | 語り                       |
| -- | -------------- | --------------------------------------------- | ---------------------------------- | -------------------------- |
| 1  | 2017年3月28日  |                                               |                                    |                            |
| 2  | 2017年3月28日  | 「涙はコンテナに乗って」後編                  |                                    | 浅利陽介                   |
| 3  | 2017年3月29日  | 「エイゴの「青(ブルー)」」                    | ～義足のシングルファーザー～       | 竹内結子                   |
| 4  | 2017年3月29日  | 「エイゴの冬」                                | ～義足のシングルファーザー物語２～ | 鈴木杏樹                   |
| 5  | 2017年4月10日  | 「旅芸人北へ帰る」                            |                                    | 矢島健一                   |
| 6  | 2017年4月10日  | 「路上」                                      |                                    | 林原めぐみ                 |
| 7  | 2017年4月11日  | 「その後のオルカ」                            |                                    | 矢島健一                   |
| 8  | 2017年4月11日  | 「銀座が俺を読んでいる」                      |                                    | 武田祐子                   |
| 9  | 2017年4月17日  | 「特殊清掃人の結婚」                          | ～“孤独死”が教えてくれたこと～     | 竹内結子                   |
| 10 | 2017年4月17日  | 「孤独の後始末 請け負います」                 |                                    | 杉本哲太                   |
| 11 | 2017年4月18日  | 「不幸の履歴書」                              |                                    | 梅津弥英子                 |
| 12 | 2017年4月18日  | 「雄太とユキノ」                              |                                    | 武田裕子                   |
| 13 | 2017年4月24日  | 「せつなくて 故郷」                           | ～女になって47年目の帰郷～         | 野際陽子                   |
| 14 | 2017年4月24日  | アンコール特別編 「せつなくて 故郷」          | ～女になって47年目の帰郷 その後～  | 野際陽子 梅津弥英子        |
| 15 | 2017年4月25日  | 「ボクは梅湯の三次郎」                        |                                    | 斉藤由貴                   |
| 16 | 2017年4月25日  | 「それでも母娘で生きてゆく」                  |                                    | 武田裕子                   |
| 17 | 2017年5月1日   | 「すしバカ、ハワイへ行く」前編                |                                    | 渡部建 （アンジャッシュ）  |
| 18 | 2017年5月1日   | 「すしバカ、ハワイへ行く」後編                |                                    | 渡部建 （アンジャッシュ）  |
| 19 | 2017年5月2日   | 「中年純情物語」                              | ～地下アイドルに恋して～           | 林原めぐみ                 |
| 20 | 2017年5月2日   | 「その後の中年純情物語」                      |                                    | 武田裕子                   |
| 21 | 2017年5月8日   | 「舞妓の見る夢」                              | ～心のふるさとを求めて～           | ばんばひろふみ             |
| 22 | 2017年5月8日   | 「泣き虫舞妓の京ごよみ」                      |                                    | 大路恵美                   |
| 23 | 2017年5月9日   | 「泣き虫舞妓ものがたり」                      |                                    | 大路恵美                   |
| 24 | 2017年5月9日   | 「泣き虫舞妓ものがたり４」                    |                                    | 上白石萌音                 |
| 25 | 2017年5月15日  | 「みんな泣いている」                          | ～玄さんの歌舞伎町「かけ込み寺」～ | 的場浩司                   |
| 26 | 2017年5月15日  | 「みんな泣いている２」                        | ～玄さんの家族～                   | 的場浩司                   |
| 27 | 2017年5月16日  | 「みんな泣いている３」                        | ～玄さんと家族の旅立ち～           | 本仮屋ユイカ               |
| 28 | 2017年5月16日  | 「みんな泣いている 原点」                     |                                    | 的場浩司                   |
| 29 | 2017年5月22日  | 「花嫁のれん物語」                            | ～地震に負けるな能登半島～         | 岸本加世子                 |
| 30 | 2017年5月22日  | 「花嫁のれん物語２」                          |                                    | 岸本加世子                 |
| 31 | 2017年5月23日  | 「花嫁のれん物語３」                          |                                    | 竹内結子                   |
| 32 | 2017年5月23日  | 「愛のチカラ」                                |                                    | 斉藤舞子                   |
| 33 | 2017年5月29日  | 「花嫁のれん物語４」                          | ～夫・健太郎 社長への道～          | 藤木直人                   |
| 34 | 2017年5月29日  | 「私､ツヨくなりました」                       | ～その後の花嫁のれん物語～         | 梅津弥英子                 |
| 35 | 2017年5月30日  | 「今夜も眠れない」                            |                                    | 宮田悟志                   |
| 36 | 2017年5月30日  | 「しっくりくる生きかた」                      |                                    | 水川あさみ                 |
| 37 | 2017年6月5日   | 「生きてます17歳」                            | ～井上母娘・自立へ～               | 大坪千夏                   |
| 38 | 2017年6月6日   | 「わ・す・れ・な・い 明日に向かって」         | ～運命の少年～                     | 武田裕子                   |
| 39 | 2017年6月12日  | 「せいらの結婚」                              |                                    | 武田裕子                   |
| 40 | 2017年6月13日  | 「夢を追う男､ついてゆく女」                   |                                    | 武田裕子                   |
| 41 | 2017年6月19日  | 「私､人生変わりました｡」                      |                                    | 武田裕子                   |
| 42 | 2017年6月20日  | 「横断5500キロ！僕の知らないアメリカ」        |                                    | 清水御冬                   |
| 43 | 2017年6月20日  | 「われら百姓家族」                            | ～子どもたちの15年～               | 松本明子                   |
| 44 | 2017年6月26日  | 「シンデレラになりたくて…」前編               |                                    | 千葉雄大                   |
| 45 | 2017年6月26日  | 「シンデレラになりたくて…」後編               |                                    | 千葉雄大                   |
| 46 | 2017年6月27日  | 「横須賀酔いどれ相談所」                      |                                    | 石橋蓮司                   |
| 47 | 2017年6月27日  | 「崩壊の音が聴こえる」                        | ～さ迷う家出少女たち～             | 林原めぐみ                 |
| 48 | 2017年7月3日   | 「僕がホストになった理由」                    | ～大阪・ミナミ青春物語～           | 伊藤蘭                     |
| 49 | 2017年7月4日   | 「僕がホストになった理由２」                  | ～友情と裏切りの街角～             | 伊藤蘭                     |
| 50 | 2017年7月10日  | 特選「女たちの約束」                          | ～45年後の共同生活～               | 宮崎あおい                 |
| 51 | 2017年7月10日  | 「マキさんの老後」                            | ～秘密の過去～                     | 武田裕子                   |
| 52 | 2017年7月11日  | 「マキさんの老後」前編                        | ～絶望と希望の旅立ち～             | 武田裕子                   |
| 53 | 2017年7月11日  | 「マキさんの老後」後編                        | ～絶望と希望の旅立ち～             | 武田裕子                   |
| 54 | 2017年7月17日  | 「母さん！なぜ僕を捨てた」                    | ～小林友和・こころの旅～           | 宇梶剛士                   |
| 55 |                |                                               |                                    |                            |
| 56 |                |                                               |                                    |                            |
| 57 | 2017年7月18日  | 「母さん！なぜ僕を捨てた４」                  | ～母の幸せ～                       | 宇梶剛士                   |
| 58 | 2017年7月24日  | 「母さん！なぜ僕を捨てた」特別編              | ～運命の家族～                     | 宇梶剛士                   |
| 59 | 2017年7月24日  | 「母さん！なぜ僕を捨てた」                    | ～幸せのカタチ～                   | 宇梶剛士                   |
| 60 | 2017年7月25日  | 「お金がなくても楽しく暮らす方法」            |                                    | 桃月庵白酒                 |
| 61 | 2017年8月1日   | 「会社と家族にサヨナラ…ニートの先の幸せ」前編 |                                    | 又吉直樹                   |
| 62 | 2017年8月1日   | 「会社と家族にサヨナラ…ニートの先の幸せ」後編 |                                    | 又吉直樹                   |
| 63 | 2017年8月8日   | 特選「横須賀酔いどれ相談所 8年後の今」        |                                    | 石橋蓮司                   |
| 64 | 2017年8月8日   | 特選「おっぱいと東京タワー」                  | ～私の乳がん日記～                 | 石田ひかり                 |
| 65 | 2017年8月22日  | 「渋谷黄昏ぱらだいす」                        |                                    | 宮崎あおい                 |
| 66 | 2017年8月22日  | 「渋谷黄昏ぱらだいす２」                      | ～円山芸者の心意気～               | 谷原章介                   |
| 67 | 2017年9月4日   | 「渋谷黄昏ぱらだいす その後」                 |                                    | 宮崎あおい                 |
| 68 | 2017年9月4日   | 「渋谷黄昏ぱらだいす」                        | ～2013愛と想い出の街～             | 安藤サクラ                 |
| 69 | 2017年9月5日   | 「負けるな！泣き虫三姉弟」                    | ～楽屋は人生の教室だ～             | 冨永み～な                 |
| 70 | 2017年9月5日   | 「負けるな！泣き虫三姉弟２」                  | ～楽屋は人生の教室だ～             | 貫地谷しほり               |
| 71 | 2017年9月11日  | 「負けるな！泣き虫三姉弟３」                  | ～新スター誕生～                   | 冨永み～な                 |
| 72 | 2017年11月6日  | 「実録・不良少年」                            |                                    | 矢島健一                   |
| 73 | 2017年11月7日  | 「パリの憂うつ」                              | ～その天国と地獄～                 | 友近                       |
| 74 | 2017年11月27日 | 「私は誰…？」前編                             | ～消えた父を探して～               | 斉藤由貴                   |
| 75 | 2017年11月28日 | 「私は誰…？」後編                             | ～消えた父を探して～               | 斉藤由貴                   |
| 76 | 2017年12月4日  | 「私は誰…？」特別編                           | ～消えた父を探して～               | 斉藤由貴                   |
| 77 | 2017年12月5日  | 「生きて」                                    | ～天野貴元30歳～                   |                            |
| 78 | 2017年12月18日 | 「僕…婿に入りました」前編                     | ～葉山げんべい物語～               | 平泉成                     |
| 79 | 2017年12月18日 | 「僕…婿に入りました」後編                     | ～葉山げんべい物語～               | 平泉成                     |
| 80 | 2017年12月19日 | 「愛しき男たちよ」                            | ～富士山は見ている～               | 寺島しのぶ                 |
| 81 | 2018年5月7日   | 「悪ガキガチンコ物語」                        |                                    | 宇梶剛士                   |
| 82 | 2018年5月7日   | 「悪ガキガチンコ物語 ４年後の決心」           |                                    | 宇梶剛士                   |
| 83 | 2018年5月14日  | 「足立区 悪ガキ伝説～」                       | ～7年のキセキ～                    | 宇梶剛士                   |
| 84 | 2018年5月14日  | 「不況に唄えば」                              |                                    | 林原めぐみ                 |
| 85 | 2018年5月23日  | 「夫婦やもん！」                              |                                    | 藤井隆・金光祥浩・平尾陽子 |
| 86 | 2018年5月23日  | 「されど、うどん。讃岐の師弟にゃコシがある」  |                                    | トータス松本               |
| 87 | 2018年5月28日  | 「おじいちゃんは力道山」                      |                                    | 小日向文世                 |
| 88 | 2018年5月28日  | 「マキさんの老後」                            | ～人生傷だらけ～                   | 武田裕子                   |
| 89 | 2018年7月2日   | 「人殺しの息子と呼ばれて…」前編               |                                    | 下山吉光                   |
| 90 | 2018年7月9日   | 「人殺しの息子と呼ばれて…」後編               |                                    | 下山吉光                   |
| 91 | 2018年7月17日  | 「ラーメンより大切なもの」                    | ～池袋大勝軒七つの謎～             | 濱田マリ                   |
| 92 | 2018年7月17日  | 「ラーメンより大切なもの２」                  | ～それからの池袋・大勝軒～         | 酒井                       |
| 93 | 2018年7月23日  | 「ラーメンより大切なもの」                    | ～東池袋大勝軒・最後の真実～       | 松尾翠                     |
| 94 | 2018年7月23日  | 特別編「誰が"神"になれたのか」                | ～ラーメンの神様と弟子たち～       | 林家正蔵                   |
| 95 | 2018年7月30日  | 追悼特別企画「ラーメンより大切なもの」        | ～山岸一雄の人生～                 |                            |
| 96 | 2018年8月7日   | 「ブータンで愛の告白」                        |                                    | 鈴木杏樹                   |
| 97 | 2018年8月7日   | 「ブータンで愛の告白 別れの時」               |                                    | 鈴木杏樹                   |
| 98 | 2018年8月20日  | 「男23歳 親にホストと言えなくて」             |                                    | 三浦理恵子                 |
| 99 | 2018年8月27日  | 「追い込まれた男 ホスト伯爵」                 |                                    | ヒロシ                     |

#### #100～
| 回  | BS初回放送日   | タイトル                                       | サブタイトル                                      | 語り                    |
| --- | -------------- | ---------------------------------------------- | ------------------------------------------------- | ----------------------- |
| 100 | 2018年9月3日   | 「二人のシングルマザー物語」                   | なぜ養育費ゼロで離婚 涙の婚活…失敗続く訳          | 梅津弥英子              |
| 101 | 2018年9月3日   | 「築地とマグロと長靴と」                       | ～女が恋する魚市場～                              | 立川志の輔              |
| 102 | 2018年9月10日  | 「不幸の履歴書」                               | 不幸の履歴書って何？男になった娘への父の愛        | 梅津弥英子              |
| 103 | 2018年9月10日  | 「不幸の履歴書２」                             | 母から逃れたい娘27歳 赤裸々不幸の履歴書           | 島田彩夏                |
| 104 | 2018年9月18日  | 「高円寺でひとりぼっち」                       |                                                   | ヒロシ                  |
| 105 | 2018年9月18日  | 「ママの仕事はショーダンサー」                 |                                                   | 小出真保                |
| 106 | 2018年9月25日  | 「塀の中のオンナたち」                         |                                                   | 広瀬アリス              |
| 107 | 2018年9月25日  | 日中共同制作「母として女として」               | ～上海シングルマザー物語～                        | 武田祐子                |
| 108 | 2019年1月10日  | 「人生の勝どき橋を渡りたい」                   |                                                   | 平泉成                  |
| 109 | 2019年2月23日  | 「ボクは梅湯の三次郎」                         |                                                   | 斉藤由貴                |
| 110 | 2019年1月16日  | 「ボクを知ってください」                       | ～ウィリアムズ症候群と家族～                      | 坂井真紀                |
| 111 | 2019年1月23日  | 「ボクを知ってください２」                     | ～ウィリアムズ症候群と家族～                      | 梅津弥英子              |
| 112 | 2019年1月30日  | 「俺がやらなきゃ誰がやる」                     | ～北朝鮮へ送るラジオ放送「しおかぜ」～            | 梅津弥英子              |
| 113 | 2019年5月3日   | 「生きがい千匹の猫と寝る女」                   |                                                   | 大久保佳代子            |
| 114 | 2019年2月13日  | 「お母さん、もうすぐいなくなるよ」             | ～ダウン症・愛する娘へ～                          | 永作博美                |
| 115 | 2019年3月6日   | 「期待して 裏切られて 傷ついて 泣いて」前編    |                                                   | 内藤裕子                |
| 116 | 2019年3月6日   | 「期待して 裏切られて 傷ついて 泣いて」後編    |                                                   | 内藤裕子                |
| 117 | 2019年6月9日   | 「夜明けのラジオ」                             |                                                   | 藤村俊二                |
| 118 | 2019年6月3日   | 「コンプレックスな私」                         | 自分が嫌い…デブな私 夫そして友人との亀裂          | 斉藤舞子                |
| 119 | 2019年6月7日   | 「わかりあえない食卓」                         |                                                   | ミッツ・マングローブ    |
| 120 | 2019年6月21日  | 「すべては家族のために…」                      | ～北京出稼ぎ物語～                                | 丘みどり                |
| 121 | 2019年6月30日  | 「妻の笑顔をもう一度」                         |                                                   | 田中みな実              |
| 122 | 2019年7月4日   | 「歌舞伎町で生きる」                           | ～26歳・沙世子の場合～                            | 辺見えみり              |
| 123 | 2019年7月12日  | 「兄と弟 ホストNo.1争い」                      |                                                   | ヒロシ                  |
| 124 | 2019年7月18日  | 「マキさんの老後」                             | ～意外な素顔～                                    | 竹内友佳                |
| 125 | 2019年7月24日  | 「怜奈32歳 3つの病と闘いながら…」              |                                                   | 上島竜兵                |
| 126 | 2019年9月25日  | 「あなたの顔、治します。」                     |                                                   | 宅間孝行                |
| 127 | 2019年11月29日 | 「新・漂流家族」前編                           |                                                   | 野村宏伸                |
| 128 | 2019年11月29日 | 「新・漂流家族」後編                           |                                                   | 野村宏伸                |
| 129 | 2019年12月6日  | 「新・漂流家族 2019夏」前編                    | ～美奈子と夫と8人の子供～                         | 野村宏伸                |
| 130 | 2019年12月6日  | 「新・漂流家族 2019夏」後編                    | ～美奈子と夫と8人の子供～                         | 野村宏伸                |
| 131 | 2020年2月21日  | 「舞妓3人 それぞれの転機」                     |                                                   | 大路恵美                |
| 132 | 2020年2月22日  | 「女32歳 きょうからプロレスラー」              | ～父への告白～                                    | 小出真保                |
| 133 | 2020年2月23日  | 「黄昏れてフィリピン」                         | ～借金から逃れた脱出老人～                        | 目黒泉                  |
| 134 | 2020年3月17日  | 「万引きランナーと呼ばれて」                   |                                                   | 登坂淳一                |
| 135 | 2020年3月26日  | 「頂点を極めた男の転落」                       | ～ある大物音楽プロデューサーの懺悔～              | 壇蜜                    |
| 136 | 2020年6月20日  | 「日本で働くということ」                       | ～覚悟を決めた中国人～                            | 駿河太郎                |
| 137 | 2020年6月26日  | 「ボクは梅湯の三次郎」                         | ～野望編～                                        | 土田晃之                |
| 138 | 2020年6月27日  | 「はぐれ者で生きていく」                       | ～借金とギャンブルと夢の行方～                    | 壇蜜                    |
| 139 | 2020年7月27日  | 「ある日 娘は障がい者になった」                | ～車いすのアイドルと家族の１年～                  | 国生さゆり              |
| 140 | 2020年7月29日  | 「映画館に暮らす一家の物語」                   | ～廃墟に移住した切替家の６年～                    | 夏帆                    |
| 141 | 2020年7月31日  | 「母さん 帰ってきてほしいんだ」                | ～フィリピンパブ嬢の母とボク～                    | 松本伊代                |
| 142 | 2020年9月28日  | 「輝きたくて…」                                | ～人生を変えたい私～                              | 橋本マナミ              |
| 143 | 2020年9月28日  | 「好きなことだけして生きてゆく」前編           | ～元ニートの再々再々出発～                        | 勝地涼                  |
| 144 | 2020年9月29日  | 「好きなことだけして生きてゆく」後編           | ～伝説のシェアハウス解散～                        | 勝地涼                  |
| 145 | 2020年9月30日  | 「一人で生きていても…」                        | ～女60代シェアハウス始めました～                  | ひぐち君 (髭男爵)       |
| 146 | 2020年9月30日  | 「もう一度 お父さんに逢いたい」                | ～ホストの僕とフィリピンパブ嬢の母～              | 小芝風花                |
| 147 | 2020年10月23日 | 「もつ焼き一生懸命！」                         | ～麻布十番…そして上海～                           | 本仮屋ユイカ            |
| 148 | 2021年9月4日   | 「おっぱいと東京タワー」                       | ～私の乳がん日記～                                | 石田ひかり              |
| 149 | 2021年9月7日   | 「ぼけますから、よろしくお願いします。」特別編 | 認知症の母と95歳の父…涙の夫婦愛1200日記録         | 信友直子 (ディレクター) |
| 150 | 2021年9月18日  | 「生まれてくれて ありがとう」                  | ～ピュアにダンスした 待寺家の17年～               | 宮崎あおい              |
| 151 | 2021年9月19日  | 「ボクのおうちに来ませんか」                   | ～モバイルハウスで見る夢～                        | 多部未華子              |
| 152 | 2021年10月9日  | 「花子と先生の18年」前編                       | ～人生を変えた犬～                                | 石田ゆり子              |
| 153 | 2021年10月9日  | 「花子と先生の18年」後編                       | ～人生を変えた犬～                                | 石田ゆり子              |
| 154 | 2021年10月10日 | 「私、生きてもいいですか」前編                 | ～心臓移植を待つ夫婦の1000日～                    | 吉田羊                  |
| 155 | 2021年10月10日 | 「私、生きてもいいですか」後編                 | ～心臓移植を待つ夫婦の1000日～                    | 吉田羊                  |
| 156 | 2021年10月16日 | 「シフォンケーキを売るふたり」                 | ～リヤカーを引く夫と妻の10年～                    | 池脇千鶴                |
| 157 | 2021年10月23日 | 「私が踊り続けるわけ」                         | ～53歳のストリッパー物語～                        | 本仮屋ユイカ            |
| 158 | 2021年10月29日 | 「余命3年の社長と刑務所を出た男」前編          | ～塀の外の夢と現実～                              | 佐藤仁美                |
| 159 | 2021年10月29日 | 「余命3年の社長と刑務所を出た男」後編          | ～塀の外の挫折と旅立ち～                          | 佐藤仁美                |
| 160 | 2021年10月30日 | 「その後の母の涙と罪と罰」                     |                                                   | 安達祐実                |
| 161 | 2021年11月6日  | 「銀座の夜は いま…奈々江ママの天国と地獄」     |                                                   | 小池栄子                |
| 162 | 2021年11月13日 | 「夜だけ開く心の診療所」                       | ～生きづらい時代の物語～                          | 江口のりこ              |
| 163 | 2021年11月25日 | 「みんな泣いている」                           | ～玄さんの歌舞伎町「かけ込み寺」～                | 的場浩司                |
| 164 | 2021年11月25日 | 「みんな泣いている２」                         | ～玄さんの家族～                                  | 的場浩司                |
| 165 | 2021年11月26日 | 「みんな泣いている３」                         | ～玄さんと家族の旅立ち～                          | 本仮屋ユイカ            |
| 166 | 2021年11月26日 | 「みんな泣いている 原点」                      | 新宿駆け込み寺12年                                | 的場浩司                |
| 167 | 2021年12月4日  | 「花嫁のれん物語」                             | ～地震に負けるな能登半島～                        | 岸本加世子              |
| 168 | 2021年12月11日 | 「花嫁のれん物語２」                           |                                                   | 岸本加世子              |
| 169 | 2021年12月18日 | 「花嫁のれん物語３」                           | 危機5年目の若夫婦に試練！旅館の味が今、窮地に…    | 岸本加世子              |
| 170 | 2021年12月25日 | 「花嫁のれん物語４」                           | 夫・健太郎 社長への道～覚悟！夫が大きな父に挑む時 | 藤木直人                |
| 171 | 2021年12月30日 | 「私、ツヨくなりました」                       | ～その後の花嫁のれん物語～                        | 梅津弥英子              |
| 172 | 2022年2月5日   | 「渋谷黄昏ぱらだいす」                         |                                                   | 宮崎あおい              |
| 173 | 2022年2月12日  | 「渋谷黄昏ぱらだいす２」                       | ～円山芸者の心意気～                              | 谷原章介                |
| 174 | 2022年2月19日  | 「渋谷黄昏ぱらだいす その後」                  |                                                   | 宮﨑あおい              |
| 175 | 2022年2月26日  | 「渋谷黄昏ぱらだいす」                         | ～２０１３愛と想い出の街～                        | 安藤サクラ              |
| 176 | 2022年3月5日   | 「負けるな！泣き虫三姉弟」                     | ～楽屋は人生の教室だ～                            | 富永み～な              |
| 177 | 2022年3月12日  | 「負けるな！泣き虫三姉弟２」                   | ～楽屋は人生の教室だ～                            | 貫地谷しほり            |
| 178 | 2022年3月19日  | 「負けるな！泣き虫三姉弟３」                   | ～新スター誕生～                                  | 富永み～な              |
| 179 | 2022年4月3日   | 「生きて」                                     | ～天野貴元３０歳～                                |                         |
| 180 | 2022年4月10日  | 「崩壊の音が聞こえる」                         | ～さ迷う家出少女たち～                            | 林原めぐみ              |
| 181 | 2022年4月17日  | 「会社と家族にサヨナラ…」前編                  | ～ニートの先の幸せ～                              | 又吉直樹                |
| 182 | 2022年4月24日  | 「会社と家族にサヨナラ…」後編                  | ～ニートの先の幸せ～                              | 又吉直樹                |
| 183 | 2022年5月8日   | 「お金がなくても楽しく暮らす方法」             |                                                   | 桃月庵白酒              |
| 184 | 2022年5月15日  | 「人殺しの息子と呼ばれて…」前編                |                                                   | 下山吉光                |
| 185 | 2022年5月22日  | 「人殺しの息子と呼ばれて…」後編                |                                                   | 下山吉光                |
| 186 | 2022年7月3日   | 「母の涙と罪と罰2020」前編                     | ～元ヤクザ マナブとタカシの5年～                  | 安達祐実                |
| 187 | 2022年7月10日  | 「母の涙と罪と罰2020」後編                     | ～元ヤクザと66歳の元受刑者～                      | 安達祐実                |
| 188 | 2022年7月17日  | 「東大生の僕が手に入れたもの」                 | ～「東京大学相撲部」悩める青春～                  | 指原莉乃                |
| 189 | 2022年7月24日  | 「悪ガキとひとつ屋根の下で」                   | ～夢の力を信じた10年の物語～                      | 芳根京子                |
| 190 | 2022年7月31日  | 「母さん ごめん ダメ息子の涙」                 | ～六本木キャバクラボーイ物語～                    | 仲里依紗                |
| 191 | 2022年8月7日   | 「われら百姓家族」                             |                                                   | 大坪千夏                |
| 192 | 2022年8月14日  | 「われら百姓家族２」                           | 旅立ち                                            | 大坪千夏                |
| 193 | 2022年8月21日  | 「われら百姓家族３」                           | とまどい                                          | 大坪千夏                |
| 194 | 2022年8月28日  | 「われら百姓家族４」                           | 結婚                                              | 大坪千夏                |
| 195 | 2022年9月4日   | 「われら百姓家族」特別編                       | ～兄弟の運命～                                    | 宮﨑あおい              |
| 196 | 2022年9月11日  | 「われら百姓家族５」                           | ～長男の結婚～                                    | 武田祐子                |
| 197 | 2022年9月18日  | 「われら百姓家族」                             | ～子どもたちの15年～                              | 松本明子                |
| 198 | 2022年10月2日  | 「禍の中でこの街は」前編                       | ～新宿二丁目 コンチママの苦悩～                   | 松本まりか              |
| 199 | 2022年10月8日  | 「禍の中でこの街は」後編                       | ～新宿二丁目とコロナと私～                        | 松本まりか              |

#### #200～
| 回  | BS初回放送日   | タイトル                                     | サブタイトル                   | 語り           |
| --- | -------------- | -------------------------------------------- | ------------------------------ | -------------- |
| 200 | 2022年10月16日 | 「生きてます17歳」                           | ～井上母娘・自立へ～           | 大坪千夏       |
| 201 | 2022年10月23日 | 「舞妓の見る夢」                             | ～心のふるさとを求めて～       | ばんばひろふみ |
| 202 | 2023年1月19日  | 「はぐれ者とはぐれ猫」                       | ～小さな命を救う男の戦い～     | 松本穂香       |
| 203 | 2023年1月20日  | 「ちょっと心配な家族がおりまして」           | ～母と私と姉夫婦の話～         | 仲里依紗       |
| 204 | 2023年1月26日  | 「老舗の寿司屋に婿が来た」                   | ～4代目は元美容師～            | 川栄李奈       |
| 205 | 2023年1月27日  | 「ボクがなりたいもの」                       | ～芸人になる。と上京した娘～   | 松岡茉優       |
| 206 | 2023年2月2日   | 「笑顔で生きよう」                           | ～お母さんと僕の約束～         | 上戸彩         |
| 207 | 2023年2月3日   | 「銀座の夜はいま…」２                        | ～菜々江ママとコロナの1年～    | 小池栄子       |
| 208 | 2023年2月10日  | 「女装と家族と終活と」                       | ～キャンディさんの人生～       | 水川あさみ     |
| 209 | 2023年4月7日   | 「人生の終わりの過ごし方」前編               | ～「ダメ人間マエダ」の終活～   | 宮﨑あおい     |
| 210 | 2023年4月13日  | 「人生の終わりの過ごし方」後編               | ～「ダメ人間マエダ」の終活～   | 宮﨑あおい     |
| 211 | 2023年5月11日  | 「母と息子のやさしいごはん」                 | ～親子の大切な居場所～         | 広末涼子       |
| 212 | 2023年5月12日  | 「ボクと父ちゃんの記憶」                     | ～家族の思い出 別れの時～      | 富田望生       |
| 213 | 2023年5月19日  | 「切なくて いじらしくて メチャクチャなパパ」 | ～家族が映した最後の立川談志～ | 満島ひかり     |
| 214 | 2023年5月22日  | 「おせっかい男とワケありな人々」             | ～あなたのお家 探します～      | 多部未華子     |
| 215 | 2023年6月1日   | 「ボクらの丁稚物語2022」前編                 | ～涙の迷い道と別れ道～         | 大島優子       |
| 216 | 2023年6月2日   | 「ボクらの丁稚物語2022」後編                 | ～涙の迷い道と別れ道～         | 大島優子       |
| 217 | 2023年6月8日   | 「生きることって…」                          | ～山とマタギと私たち～         | 富田望生       |
| 218 | 2023年10月17日 | 「家事と夫婦と生きがいと」                   | ～高円寺「薔薇亭」の一年～     | 池脇千鶴       |
| 219 | 2023年10月21日 | 「うちにおいでよ」                           | ～居候たちの家～               | ヒコロヒー     |
| 220 | 2023年10月19日 | 「都会を捨てた若者たち」前編                 | ～27歳の迷い道～               | 志田未来       |
| 221 | 2023年10月19日 | 「都会を捨てた若者たち」後編                 | ～27歳の決断～                 | 志田未来       |
| 222 | 2023年10月26日 | 「片付けられない部屋」                       | ～ゴミの中に埋もれた思い出～   | 岡田結実       |
| 223 | 2024年2月22日  | 「人力車に魅せられて」                       | ～夢と涙の浅草物語～           | 山本美月       |
| 224 | 2024年2月23日  | 「人力車に魅せられて２」                     | ～夢と涙の軽井沢物語～         | 山本美月       |
| 225 | 2024年5月24日  | 「ボクと父ちゃんの記憶」                     | ～家族の思い出 別れの時～      | 富田望生       |
| 226 | 2024年5月24日  | 「ボクと父ちゃんの記憶２０２２」前編         | ～母の涙と父のいない家～       | 富田望生       |
| 227 | 2024年5月31日  | 「ボクと父ちゃんの記憶２０２２」後編         | ～18歳の夢 家族の夢～          | 富田望生       |
| 228 | 2024年5月31日  | 「ボクと父ちゃんの記憶２０２３」             | ～父のいない家と母の夢～       | 富田望生       |
| 229 | 2024年7月10日  | 「ボクのおうちに来ませんか」                 | ～モバイルハウスで見る夢～     | 多部未華子     |
| 230 | 2024年7月10日  | 「ボクのおうちに来ませんか２」               | ～モバイルハウスと新たな家族～ | 多部未華子     |
| 231 | 2024年7月15日  | 「ボクのおうちに来ませんか３」               | ～さよなら モバイルハウス～    | 多部未華子     |

#### 特別編
| 回 | 初回放送日   | タイトル                   | サブタイトル                   | 語り       |
| -- | ------------ | -------------------------- | ------------------------------ | ---------- |
|    | 2017年5月7日 | 「われら百姓家族」         | ～遺言～                       | 大坪千夏   |
|    |              | 「あの日 僕を捨てた父は」  | ～孤独な芸人の悲しき人生～     | 宮﨑あおい |
|    |              | 「おじさん、ありがとう」   | ～子供たちへ… 熱血和尚の遺言～ | 斉藤舞子   |
|    |              | 「私、生きてもいいですか」 |                                |            |
|    |              | 「笑顔で生きよう」         | ～お母さんと僕の約束～         |            |
|    |              | 「花子と大助」             | ～余命宣告からの夫婦1400日～   |            |
|    |              | 「負けず嫌いなふたり」     | ～世界で戦う夫婦の物語～       |            |
|    |              | 「ボクらの丁稚物語」       |                                |            |